# Attentat vom 20. Juli 1944

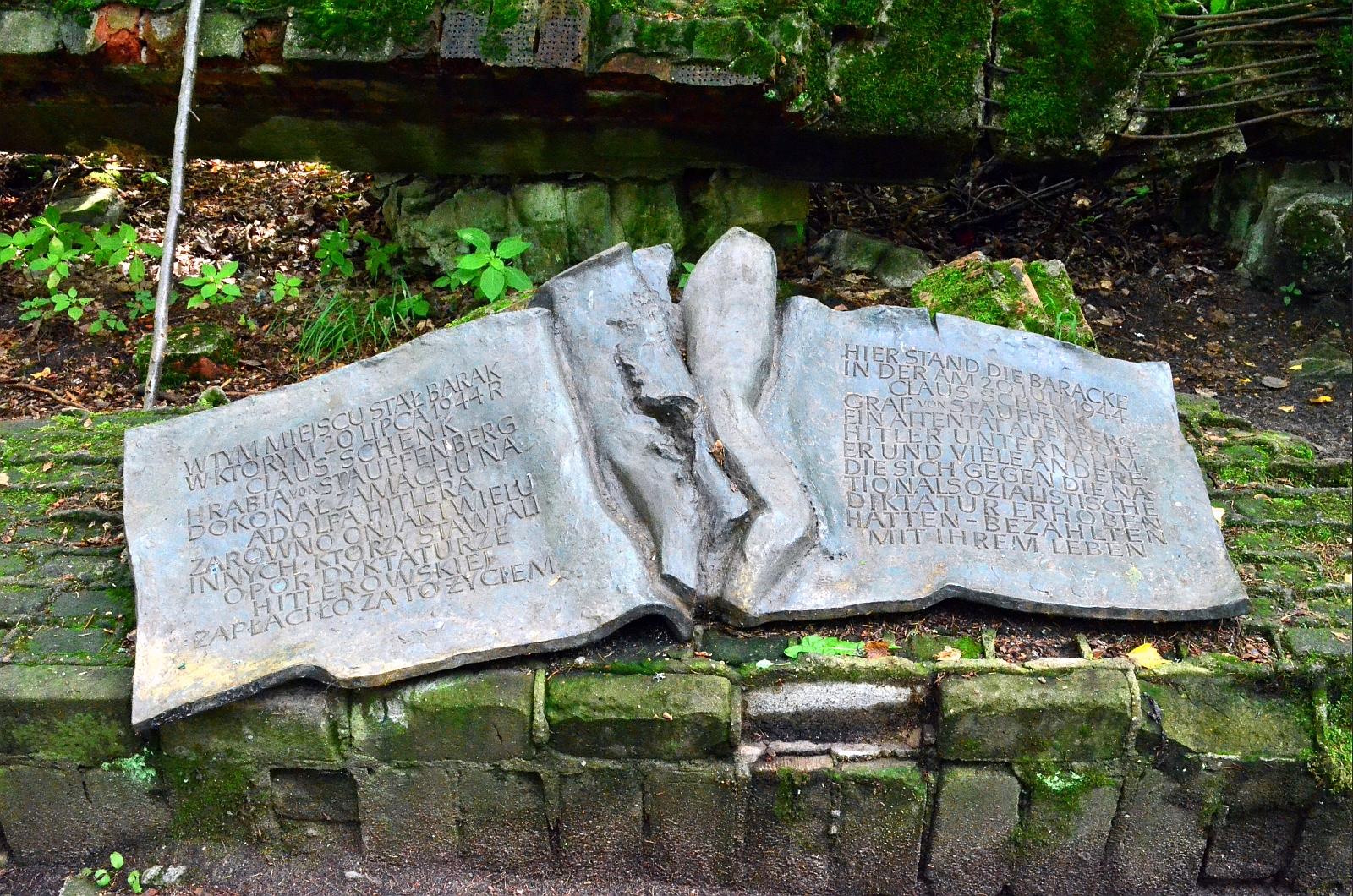
Gedenktafel auf dem Gelände des ehemaligen Führerhauptquartiers Wolfsschanze

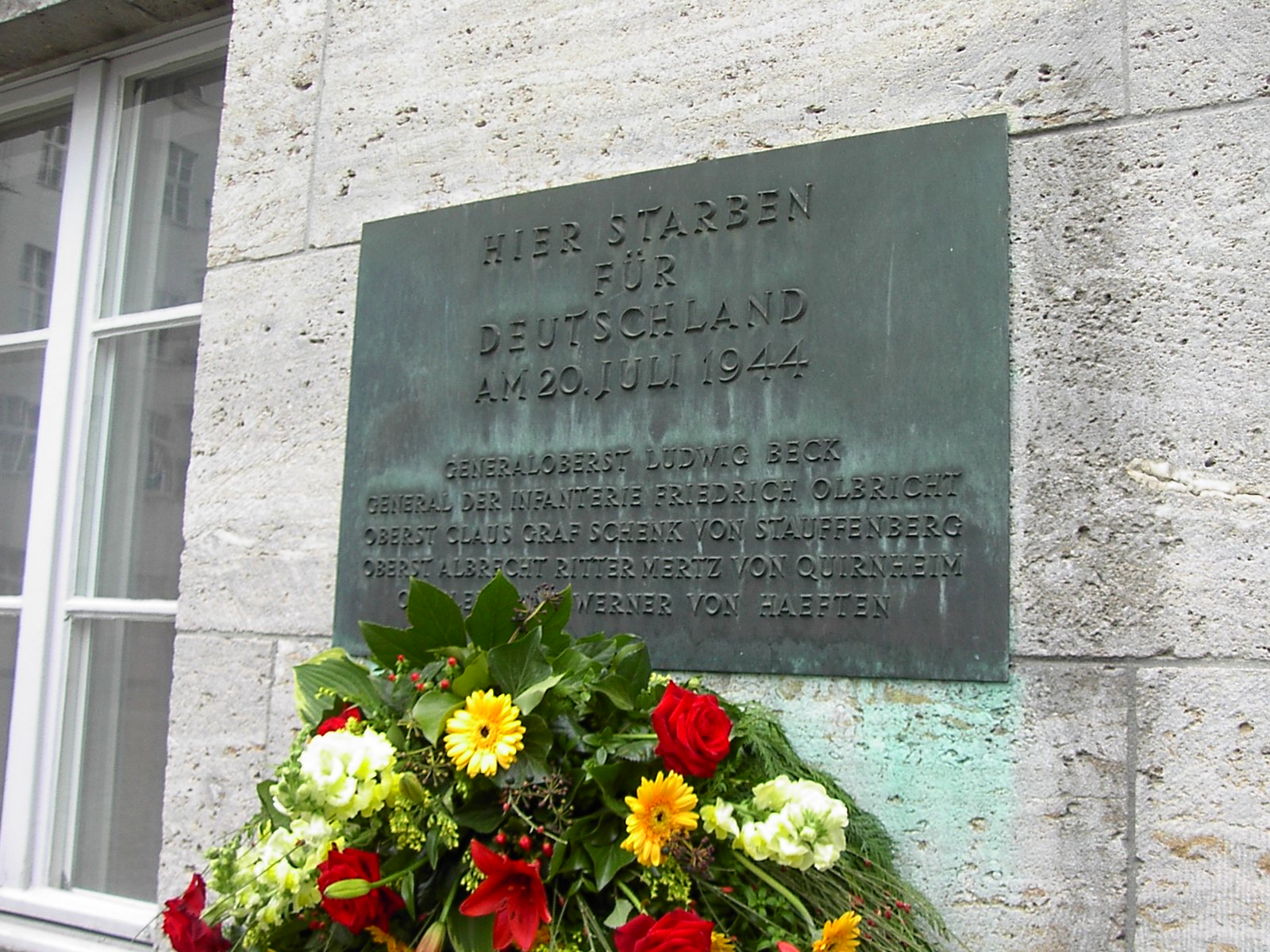
Gedenktafel im Innenhof des Bendlerblocks

Das Attentat vom 20. Juli 1944 war der bedeutendste Umsturzversuch des militärischen Widerstandes in der Zeit des Nationalsozialismus.
Als Voraussetzung für einen Machtwechsel, auch unter dem Gesichtspunkt des „Eides auf den Führer“, galt den Verschwörern die Tötung Adolf Hitlers. Hitler überlebte jedoch die Explosion der am 20. Juli 1944 im Führerhauptquartier Wolfsschanze von Claus Schenk Graf von Stauffenberg deponierten Sprengladung mit relativ leichten Verletzungen.
Dieser Fehlschlag sowie Lücken in der Vorbereitung und das Zögern beim Auslösen der Operation Walküre, des Planes zum Staatsstreich, ließen den Umsturzversuch scheitern. Die Beteiligten der Verschwörung, die Personen des 20. Juli 1944, stammten vor allem aus dem früheren Adel, der Wehrmacht und der Verwaltung. Sie hatten vielfach Kontakte zum Kreisauer Kreis um Helmuth James Graf von Moltke.
Unter den mehr als 200 später wegen ihrer Beteiligung Hingerichteten waren Generalfeldmarschall Erwin von Witzleben, 19 Generale, 26 Oberste, zwei Botschafter, sieben Diplomaten, ein Minister, drei Staatssekretäre sowie der Chef des Reichskriminalpolizeiamts Arthur Nebe; außerdem mehrere Oberpräsidenten, Polizeipräsidenten und Regierungspräsidenten.

## Vorgeschichte

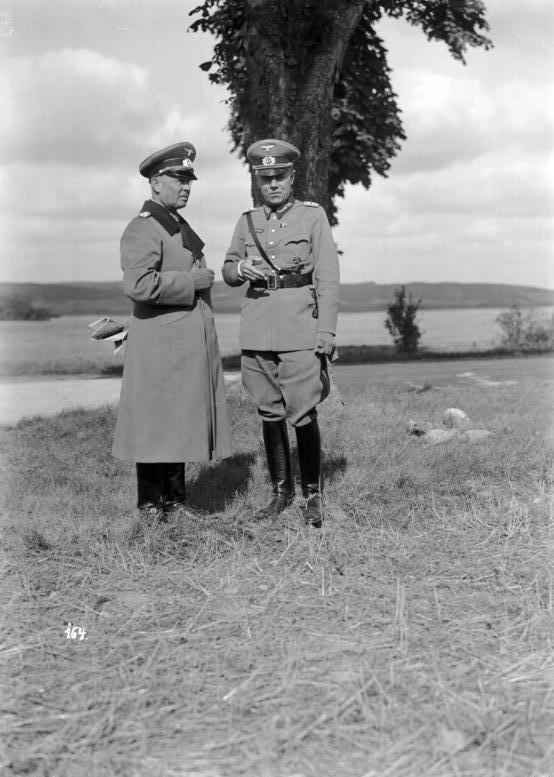
Werner von Fritsch und Ludwig Beck bei einem Wehrmachtsmanöver, 1937

Hitler hatte mit seiner Ansprache vom 3. Februar 1933 die Spitzen der Wehrmacht ohne grundsätzliche Einwendungen hinter sich gebracht. Er konnte davon ausgehen, dass sie sein Programm prinzipiell billigten. Jedoch war das Verhältnis zwischen den traditionalistischen Elementen in der Militärspitze und der Staatsführung schon in den ersten Jahren nach der NS-„Machtergreifung“ im Jahr 1933 durch verschiedene Krisen gekennzeichnet, wobei sich die meisten dieser Militärs aber letztlich dem Führereid und dem Primat der Politik unterordneten.
Im Frühjahr 1938 kam es erstmals zu erheblichen Spannungen zwischen Hitler und den Spitzen der Wehrmacht. Anlass war die Entlassung des Reichskriegsministers Generalfeldmarschall Werner von Blomberg und des Oberbefehlshabers des Heeres Generaloberst Werner von Fritsch im Verlauf der Blomberg-Fritsch-Krise. Diese nutzte Hitler zur Entmachtung der Wehrmachtführung, die sich bisher einer gezielten Kriegsvorbereitung widersetzt hatte, indem er mehrere hohe Generäle in den Ruhestand verabschiedete oder an andere Stellen versetzen ließ, und zur Installation des Oberkommandos der Wehrmacht (OKW) an Stelle des Reichskriegsministeriums. Im August trat außerdem der Chef des Generalstabs des Heeres, Generaloberst Ludwig Beck, angesichts der sich zuspitzenden Sudetenkrise zurück. Beck, der seit Herbst 1937 von den Plänen Hitlers zur Besetzung der Tschechoslowakei („Fall Grün“) informiert war, hatte von Hitler Aufklärung über dessen außenpolitische Ziele verlangt. Daraufhin war ihm von Hitler beschieden worden, dass er (Beck) „das Schwert zu führen habe, wo und wann immer“ er, der „Führer“, es ihm befehle.
Im September 1938 mündete dieser erste Widerstand in den Kreisen der ranghöchsten Offiziere der Wehrmacht in die sogenannte Septemberverschwörung. Diese wurde von Becks Nachfolger Franz Halder betrieben, der, anders als Beck, bereit war, wenn nötig, einen Staatsstreich zur Absetzung Hitlers herbeizuführen. Erwin von Witzleben, Befehlshaber im Wehrkreis III (Berlin), und Walter von Brockdorff-Ahlefeldt, Kommandant der 23. Infanterie-Division in Potsdam, sollten diesen im Falle des Kriegsausbruchs durchführen. Eine Panzerdivision unter Generalleutnant Erich Hoepner stand für den Fall bereit, dass die SS-Leibstandarte eingreifen würde. Geplant waren von Halder eine militärische Aktion und die Gefangennahme Hitlers. Darüber hinaus entschloss sich Major Hans Oster vom Amt Ausland/Abwehr, mit Staatssekretär Ernst von Weizsäcker im Auswärtigen Amt zu kooperieren.
Der Bruder seines Vertrauten Erich Kordt, Theodor Kordt, war Botschaftsrat in London. Er hatte die Aufgabe, mit dem britischen Außenminister Lord Halifax Verbindung aufzunehmen. Überraschend reiste aber der britische Premierminister Neville Chamberlain im September 1938 nach München, wo im Münchner Abkommen die Abtretung des Sudetenlandes durch die Tschechoslowakei an das Deutsche Reich vereinbart wurde. So erhielt Hitler ein Territorium, das er ursprünglich gewaltsam hatte einnehmen wollen, ohne Krieg. „Die Bevölkerung, die angesichts der drohenden Gefahr zunächst zögerlich geworden war, konnte ihrer Begeisterung für den Führer nun wieder freien Lauf lassen.“ Damit war das Staatsstreichunternehmen von 1938 schon gescheitert, bevor es begonnen hatte, und diese „Gruppe zerfiel mit Hitlers außenpolitischem Erfolg in München.“
Vor dem Überfall auf Polen im September 1939 kam es zu einem neuen Versuch, Hitlers Pläne zu durchkreuzen. Gerhard Graf von Schwerin, Leiter der Gruppe England/Amerika in der Abteilung Fremde Heere des Generalstabs, wurde nach London geschickt. Er überbrachte die Botschaft: „Schickt ein Flottengeschwader nach Danzig: Treibt den Militärpakt mit der Sowjetunion voran. Das einzige, was Hitler von weiteren Abenteuern abhalten kann, ist ein drohender Zweifrontenkrieg.“ Es gelang ihm genauso wenig wie dem Politiker Carl Friedrich Goerdeler, der kurz nach ihm versuchte, die britische Seite zu den gewünschten Maßnahmen zu bewegen.
Im Winter 1939/40 entstanden im Vorfeld des geplanten Angriffs auf Frankreich erneut Vorbereitungen zu einem Staatsstreich. Hitler wollte Frankreich eigentlich bereits im November 1939 angreifen lassen. Die Spitze der Wehrmacht hielt dieses Vorhaben für absolut undurchführbar. Anfänglich erklärten sich der Oberbefehlshaber des Heeres Walther von Brauchitsch und sein Stabschef Halder bereit, Hitler verhaften zu lassen, sobald er den Angriffsbefehl geben würde. Brauchitsch suchte Hitler auf und trug ihm die Bedenken des Generalstabs vor. Hitler aber kanzelte ihn ab und drohte, den „Geist von Zossen“ auszurotten. (Im Zossener Ortsteil Wünsdorf befanden sich die verbunkerten Hauptquartiere des Oberkommandos des Heeres und des Oberkommandos der Wehrmacht.)
Daraufhin brach von Brauchitsch die Verbindung zum Widerstand ab, und Halder vernichtete sämtliche inkriminierenden Dokumente. Die Befehlshaber der drei Heeresgruppen im Westen, mit Ausnahme Wilhelm Ritter von Leebs, weigerten sich zudem, sich an einem Staatsstreich zu beteiligen. Der misslungene Bombenanschlag des Widerstandskämpfers Georg Elser am 8. November 1939 im Münchner Bürgerbräukeller beendete dann vorerst die Staatsstreichpläne. Zwar gab in der gleichen Zeit Oberst Hans Oster von der Abwehr die ihm bekannten Angriffstermine über den mit ihm befreundeten niederländischen Militärattaché in Berlin, Bert Sas, an die Westmächte bekannt. Da aber der Angriff mehr als zwanzigmal wegen der ungünstigen Wetterverhältnisse verschoben wurde, verloren die Angaben von Sas bzw. die seines Informanten zunehmend an Glaubwürdigkeit.
Nach dem Sieg über Frankreich im Juni 1940 wich die in der Führung der Wehrmacht verbreitete Skepsis einer Begeisterung für Hitler. „Welche Veränderung in welcher Zeit!“, schwärmte der spätere Hitler-Attentäter Stauffenberg von Hitlers Siegen über Polen und Frankreich 1939/1940. „Der Vater dieses Mannes war kein Kleinbürger. Der Vater dieses Mannes ist der Krieg.“
So war Stauffenbergs Idee zunächst: „Zuerst müssen wir den Krieg gewinnen. Aber dann, wenn wir nach Hause kommen, werden wir mit der braunen Pest aufräumen.“ Erst die Kenntnis der Massentötungen von Zivilisten hinter der Ostfront, der Ermordung von dreieinhalb Millionen sowjetischen Kriegsgefangenen und vor allem der Erschießung Hunderttausender Juden ließ ihn einen Umsturz noch während des Krieges versuchen.
Erst als der Russlandfeldzug während der Schlacht um Moskau im Winter 1941 zunehmend die Grenzen der deutschen Wehrmacht aufzeigte, kam es erneut zu Widerstandsplänen. Im Juni 1942 brachte Adam von Trott zu Solz unter Lebensgefahr eine Denkschrift nach London. Der britische Außenminister Anthony Eden lehnte jedoch jede Antwort an die Leute ab, die er für Landesverräter hielt. Er bezeichnete eine Zusammenarbeit als unmöglich, „solange sie sich nicht decouvrieren und ein sichtbares Zeichen ihrer Absicht geben, bei der Entmachtung des NS-Regimes mitzuwirken“.
Ebenfalls Mitte 1942 begann eine Gruppe, für die heute die Namen Henning von Tresckow und Claus Schenk Graf von Stauffenberg stehen, Pläne zu verwirklichen, die den Tod Hitlers zum Ziel hatten. Mehrere Versuche dieser Gruppe, Hitler zu töten, schlugen fehl. Am 13. März 1943 schmuggelten Henning von Tresckow und Fabian von Schlabrendorff beim Besuch des Diktators in Smolensk, der sich auf dem Rückflug von Winniza nach Ostpreußen befand, eine als Cointreauflaschenpaket getarnte Bombe in das Flugzeug Hitlers. Deren Zündmechanismus versagte jedoch.
Der Sprengstoff dafür war von Admiral Canaris, dem Chef der Abwehr, und dem Oberst i. G. Erwin Lahousen besorgt worden. Acht Tage später wollte sich Rudolf-Christoph Freiherr von Gersdorff anlässlich einer Ausstellungseröffnung von Beutewaffen im Berliner Zeughaus mit Hitler in die Luft sprengen. Aber Hitler verließ das Zeughaus, kurz bevor der bereits geschärfte und auf zehn Minuten eingestellte Zeitzünder die Bombenexplosion auslösen konnte. Gersdorff gelang es im letzten Augenblick, die Bombe zu entschärfen.
Bis zum Sommer 1943 gingen diese Initiativen von dem an der Ostfront eingesetzten Tresckow aus, ab September 1943 bereitete Stauffenberg Attentat und Putsch vor. Er war keineswegs von Anfang an ein Gegner des Regimes. Anfänglich begrüßte er beispielsweise die Aufkündigung des Versailler Vertrages durch Hitler. Er weigerte sich jedoch, der NSDAP beizutreten. Nach der Reichspogromnacht 1938 ging er allmählich auf Distanz zum NS-Regime. Im Sommer 1940 erlag er kurzfristig der nationalen Euphorie, die durch den erfolgreichen Frankreichfeldzug ausgelöst worden war. Das endgültige Umdenken setzte ein Jahr später mit dem Angriff gegen die Sowjetunion ein. Stauffenberg empörte sich über die planmäßigen und massenhaften Morde der SS und der SD-Einsatzgruppen hinter der Front.
Dies und die frühzeitig erlangte Überzeugung, dass der Krieg schon längst verloren sei, waren wie bei vielen Widerständlern aus der Wehrmacht bedeutsame Motive für den Tyrannenmord.
Stauffenberg hat sich über seine Beweggründe unter anderem so geäußert:

„Es ist Zeit, daß jetzt etwas getan wird. Derjenige allerdings, der etwas zu tun wagt, muß sich bewußt sein, daß er wohl als Verräter in die deutsche Geschichte eingehen wird. Unterläßt er jedoch die Tat, dann wäre er ein Verräter vor seinem Gewissen.“

„Ich könnte den Frauen und Kindern der Gefallenen nicht in die Augen sehen, wenn ich nicht alles täte, dieses sinnlose Menschenopfer zu verhindern.“

Geplant war zunächst, das Attentat durch eine andere Person ausführen zu lassen, die wegen der höheren Erfolgschancen zur Selbstopferung bereit war, während es Stauffenbergs Hauptverantwortung sein sollte, nach gelungenem Attentat den Putsch vom „Bendlerblock“ aus zu dirigieren. Das Gebäude Bendlerstraße 11–13 (seit 1955: Stauffenbergstraße, Berlin-Tiergarten) war Sitz des Allgemeinen Heeresamtes und des Befehlshabers des Ersatzheeres im Oberkommando der Wehrmacht.
Stauffenberg gewann zunächst im Herbst 1943 den jungen Offizier Axel von dem Bussche dafür, das Attentat im November 1943 auszuführen. Von dem Bussche war zuvor im Oktober 1942 bei Dubno in der Ukraine zufällig Zeuge einer Massenerschießung von über 3000 Juden durch den SD geworden. Diese Erfahrung hatte ihn zu einem erbitterten Gegner des Regimes gemacht. Auf Anregung Stauffenbergs erklärte er sich zu einem Selbstmordattentat bereit. Bei einer Vorführung neuer Winteruniformen im Führerhauptquartier Wolfsschanze wollte er Hitler mit einer selbstgebastelten Bombe töten, deren Detonation durch eine Handgranate ausgelöst werden sollte. Aber am 16. November 1943 wurde der Eisenbahnwaggon mit den Uniformen bei einem britischen Luftangriff auf Berlin zerstört.
Im Januar 1944 wurde eine weitere Vorführung vereitelt, weil sein (in die Pläne nicht eingeweihter) Vorgesetzter Generalmajor Paul Gurran die Vorführung untersagte, mit dem Ausspruch: „Meine Offiziere sind keine Mannequins“. Ein schließlich für Februar 1944 geplanter Anschlag konnte nicht ausgeführt werden, weil von dem Bussche Ende Januar 1944 an der Ostfront schwer verwundet worden war.
Stauffenberg selbst hatte ein Attentat für den 26. Dezember 1943 im Hauptquartier Wolfsschanze geplant. Es kam nicht zur Ausführung, weil Hitler, als Stauffenberg schon im Vorzimmer wartete, die Besprechung absagte, da er sich kurzfristig entschlossen hatte, an diesem Tag nach Berchtesgaden zu fliegen.
Im Februar 1944 trat von Stauffenberg an Ewald-Heinrich von Kleist heran. Auf Anraten seines Vaters („Ja, das mußt Du tun!“) stellte sich von Kleist für ein Selbstmordattentat zur Verfügung, das nach dem Muster des geplanten Bussche-Attentates ablaufen sollte. Das Vorhaben scheiterte, weil Hitler den Termin für die Vorführung der Uniformen mehrmals verschob.
Stauffenbergs Ordonnanzoffizier, Oberleutnant von Haeften, lehnte das Ansinnen Stauffenbergs, er solle Hitler töten, aus religiösen Gründen ab.
Rittmeister von Breitenbuch, Ordonnanzoffizier des Generalfeldmarschalls Ernst Busch, wollte Hitler bei einem für den 11. März 1944 angesetzten Lagevortrag auf dem Obersalzberg mit einer Pistole erschießen. Doch am fraglichen Tag wurde ihm überraschend der Zutritt zum Besprechungssaal verwehrt. Hitler habe befohlen, so wurde ihm von einem SS-Mann bedeutet, dass die Besprechung ausnahmsweise ohne Ordonnanzoffiziere abgehalten werde.

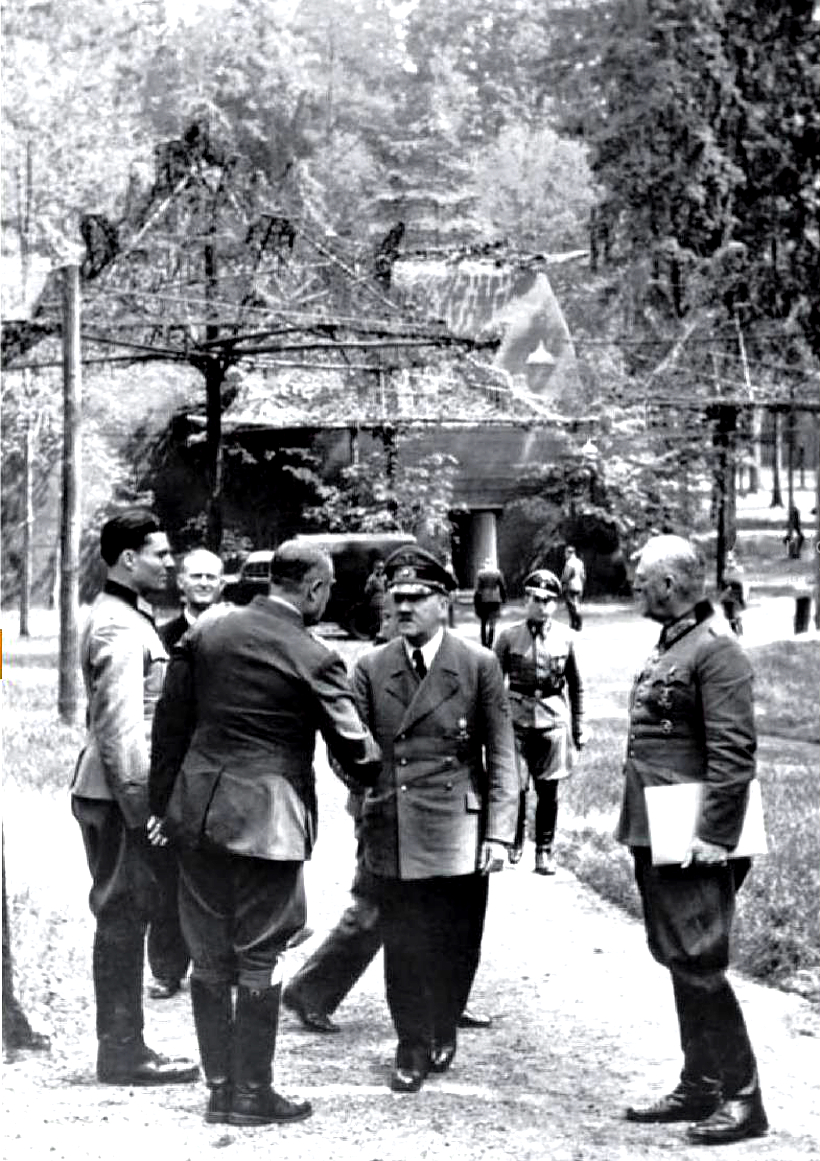
Wolfsschanze am 15. Juli 1944: Hitler begrüßt den General der Flieger K.-H. Bodenschatz, der fünf Tage später durch Stauffenbergs Bombe schwer verletzt wurde (ganz links: Stauffenberg, rechts neben Hitler: Wilhelm Keitel)

Am 7. Juli 1944 entschloss sich auf Anregung Stauffenbergs der Mitverschwörer Generalmajor Hellmuth Stieff, im Schloss Kleßheim bei Salzburg anlässlich einer Vorführung neuer Uniformen Hitler umzubringen. Stieff versagten jedoch die Nerven. Er fühlte sich außerstande, das Attentat auszuführen. Im Rahmen der Prozessberichterstattung erwähnte die NS-Propaganda diesen Anschlagsversuch.
Daraufhin fasste Stauffenberg wie im Dezember 1943 den Entschluss, persönlich das Attentat gegen Hitler und gleichzeitig gegen Himmler und Göring zu verüben und danach den Aufstand von Berlin aus zu dirigieren.
Seit dem 1. Juli 1944 hatte Stauffenberg als neu ernannter Chef des Stabes beim Chef der Heeresrüstung und Befehlshaber des Ersatzheeres Generaloberst Friedrich Fromm regelmäßigen Zugang zu den Lagebesprechungen Hitlers. Wenige Tage nach der Landung der Alliierten in der Normandie am 6. Juni 1944 hatte er durch Heinrich Graf von Lehndorff-Steinort bei Tresckow anfragen lassen, ob es noch Sinn habe, an dem Attentatsplan festzuhalten, für den ein praktischer Zweck nun nicht mehr erkennbar sei. Tresckow bat Lehndorff darauf, Stauffenberg Folgendes zu übermitteln:

„Das Attentat muß erfolgen, coûte que coûte [Anm.: frz. für ,Koste es, was es wolle’]. Sollte es nicht gelingen, so muß trotzdem in Berlin gehandelt werden. Denn es kommt nicht mehr auf den praktischen Zweck an, sondern darauf, daß die deutsche Widerstandsbewegung vor der Welt und vor der Geschichte unter Einsatz des Lebens den entscheidenden Wurf gewagt hat. Alles andere ist daneben gleichgültig.“

Die Verschwörer hatten zunächst geplant, Hitler, Hermann Göring und Heinrich Himmler zusammen mit einer Bombe zu töten. Von einem entsprechenden Versuch am 11. Juli 1944 auf dem Obersalzberg und am 15. Juli im Führerhauptquartier Wolfsschanze sah Stauffenberg auf telefonische Empfehlung von Offizieren der Berliner Bendlerstraße wegen Abwesenheit von Himmler und/oder Göring jedoch ab. Die nächste Gelegenheit zu einem Anschlag auf Hitler wollte er sich nun aber unter keinen Umständen mehr entgehen lassen. Er wollte den Besprechungsraum betreten, sobald die Lagebesprechung begonnen hatte – mit der scharfen Bombe unter dem Arm.

## Ziele
Geplant war, den Führer Adolf Hitler zu töten und dies der Schutzstaffel (SS) anzulasten. Deshalb müsse das Heer im Innern des Deutschen Reichs (im sogenannten Heimatkriegsgebiet) die Ordnung wiederherstellen. Dazu sollte das Berliner Regierungsviertel, insbesondere der Hauptgefechtsstand beim Befehlshaber des Ersatzheeres, die Ministerien des Großdeutschen Reiches, das Oberkommando der Wehrmacht, das Berliner Stadtschloss mit der danebenliegenden Standortkommandantur, das Haus des Rundfunks, der Flugplatz Rangsdorf bei Zossen und nicht zuletzt die Leibstandarte SS Adolf Hitler in der ehemaligen Hauptkadettenanstalt in Berlin-Lichterfelde von in und um Berlin stationierten Truppenteilen des Ersatzheeres besetzt werden.

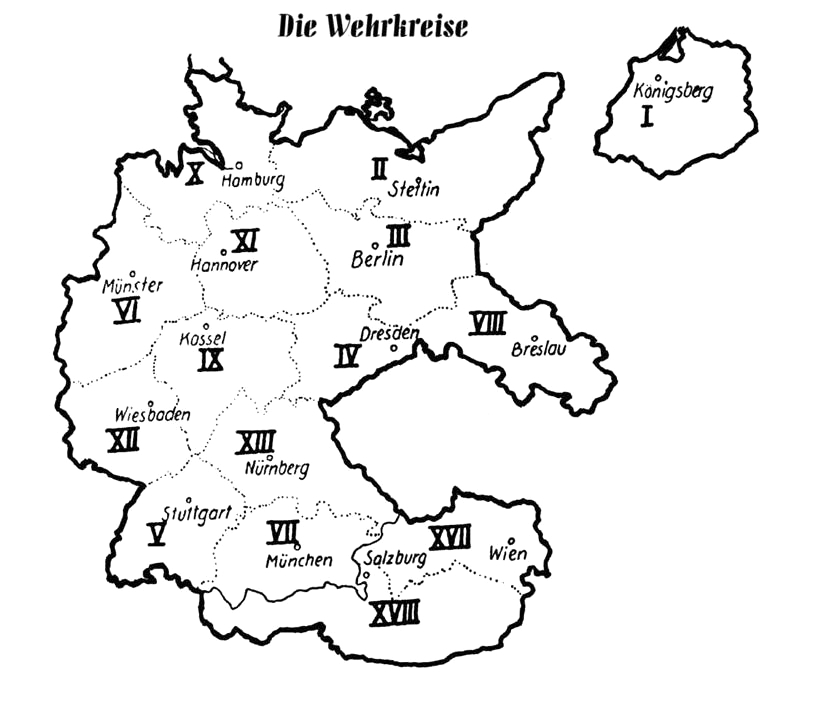
Die Wehrkreise des Großdeutschen Reiches

Die Auslösung von „Walküre“ sollte per Fernschreiben an die Wehrkreise erfolgen, wonach die Reichsregierung nach dem Tod Hitlers den militärischen Ausnahmezustand verhängt und Erwin von Witzleben neben dem Oberbefehl über die Wehrmacht auch die vollziehende Gewalt übertragen habe. Es wurden die Verhaftung und Amtsenthebung der Gau- bis Kreisleiter auf Partei- und die höheren Führer auf SS-Ebene, die Besetzung und baldige Auflösung der Konzentrationslager sowie die Eingliederung der Waffen-SS in die Wehrmacht befohlen, ferner das Tragen von Waffen verboten, das Weiterführen der Arbeit in Betrieben und Behörden angeordnet sowie Strafmaßnahmen und Gerichtsbarkeit festgelegt.  Mit diesen Befehlen ausgestattet, sollten die jeweiligen Kampfgruppen gegen die ihnen angewiesenen Ziele vorgehen.
In einem Entwurf für eine Regierungserklärung der Regierung Goerdeler für den Fall einer erfolgreichen Übernahme der Macht nach dem Attentat und der Durchführung von „Walküre“ wurden folgende Ziele der neuen Reichsregierung formuliert:
1. „Wiederherstellung der vollkommenen Majestät des Rechts“: Wiederherstellung von Rechtsstaatlichkeit, Unabhängigkeit der Gerichte, Schutz der Sicherheit der Person und des Eigentums, Auflösung der Konzentrationslager, Verhinderung von Lynchjustiz,
2. Wiederherstellung der öffentlichen und privaten Moral: Bekämpfung der Korruption, Rückgabe geraubter Kunstwerke, Aufhebung der UK-Stellung aus politischen Gründen, Einstellung der Judenverfolgung, Bestrafung von Kriegsverbrechen,
3. Auflösung des Propagandaministeriums und Beendigung der Propagandaberichterstattung über den Kriegsverlauf,
4. Wiederherstellung der Geistes-, Glaubens- und Gewissensfreiheit: Trennung von Staat und Kirche, christliche Gesinnung als Grundlage staatlichen Handelns, Pressefreiheit,
5. Wiederherstellung der christlich-religiösen Erziehung durch die Eltern (vgl. Erziehung im Nationalsozialismus),
6. Verwaltungsreform: Bürokratieabbau, Ende der „Parteibuchbeamten“, Prüfung und eventuell Bestrafung, Entlassung oder Versetzung aller ab dem 1. Januar 1933 ernannten und beförderten Beamten,
7. Umwandlung der preußischen Provinzen und der Länder in Reichsgaue, Selbstverwaltung der Gaue, Kreise und Gemeinden unter Aufsicht von Reichsstatthaltern,
8. Wiederherstellung voller wirtschaftlicher Freiheit nach dem Krieg, Schutz des Eigentums, zwangswirtschaftliche Maßnahmen nur unter Bedingungen des kriegsbedingten Mangels,
9. Verantwortungsbewusste und gewissenhafte Sozialpolitik nach dem Subsidiaritätsprinzip,
10. Beendigung der Staatsverschuldung durch Steuererhöhung und Sparpolitik, internationale Verständigung über die Schuldentilgung,
11. Fortführung des Krieges nur noch zu Zwecken der Verteidigung,
12. Aufnahme von Friedensverhandlungen mit den Alliierten, Bestrafung der deutschen Verantwortlichen für den Zweiten Weltkrieg.[22]

## Ablauf

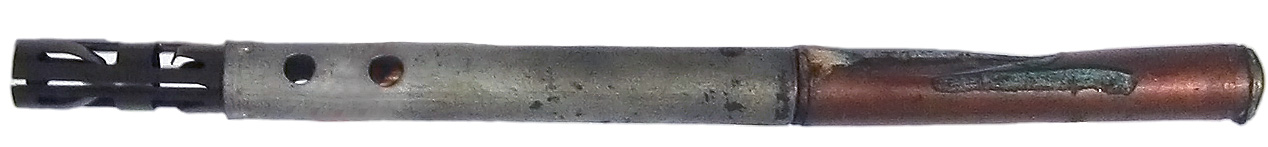
Bleistift-Zeitzünder des Anschlags vom 20. Juli 1944 – Exponat im Militärhistorischen Museum der Bundeswehr

### Wolfsschanze
Am frühen Donnerstagmorgen des 20. Juli 1944 flog Stauffenberg zusammen mit seinem Adjutanten Oberleutnant Werner von Haeften vom Flughafen Rangsdorf bei Berlin mit einer von Eduard Wagner zur Verfügung gestellten He 111 in das Führerhauptquartier Wolfsschanze bei Rastenburg in Ostpreußen. Haeften führte in einer Aktentasche zwei mit chemischen Zeitzündern („Bleistiftzünder“) versehene Pakete mit je einem Kilogramm plastischen Sprengstoffs (Plastik W) aus britischer Herstellung mit sich, die Oberst Wessel Freiherr von Freytag-Loringhoven beschafft hatte.
Fälschlicherweise wird oft behauptet, die Besprechung hätte eigentlich in einem der unterirdischen Bunker der Wolfsschanze stattfinden sollen. Durch die Explosion von einem Kilogramm Sprengstoff in einem Bunker wären sicher alle Anwesenden ums Leben gekommen. Die Lagebesprechungen wurden aber seit Juli 1944 in einer Baracke der Wolfsschanze abgehalten, wovon Stauffenberg auf Grund seiner Teilnahme an den Lagebesprechungen am 6. und 15. Juli 1944 schon wusste. Stauffenberg hatte daher nicht mit der viel größeren Verdämmung im Bunker gerechnet, sondern sich auf die Wirkung des zusätzlichen zweiten Kilogramms Sprengstoff verlassen.
Die Lagebesprechung war um eine halbe Stunde vorverlegt worden, weil Hitler für den Nachmittag den Besuch Benito Mussolinis erwartete. Das geplante Attentat drohte zu scheitern, da es zunächst keine Gelegenheit zu geben schien, bis dahin die Zeitzünder der beiden Sprengsätze zu aktivieren. Daher gab Stauffenberg vor der Erstattung seines Berichtes an Hitler vor, an dem heißen Sommertag sein Hemd wechseln zu müssen. Er suchte einen Nebenraum auf, wo er, als Einhändiger unterstützt durch Haeften, mit dem Scharfmachen der Sprengladungen begann. Weil sie dabei aber vom Oberfeldwebel Werner Vogel gestört wurden, der Stauffenberg zur Eile mahnte, konnte er nur eines der beiden Päckchen mit einem Kilogramm Sprengstoff aktivieren.
Danach unterlief ihm ein entscheidender Fehler: Statt auch das zweite Paket ungeschärft zu dem ersten in die Aktentasche zu legen, übergab er das zweite Päckchen Haeften, der keinen Zutritt zum Besprechungsraum hatte. „Durch dieses Versäumnis blieb die Explosionswirkung begrenzt.“

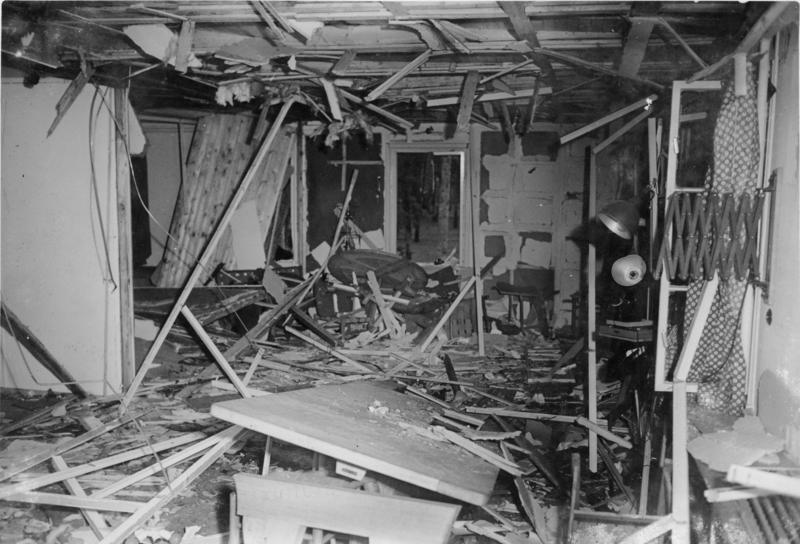
Inneres der Lagebesprechungsbaracke nach dem Anschlag

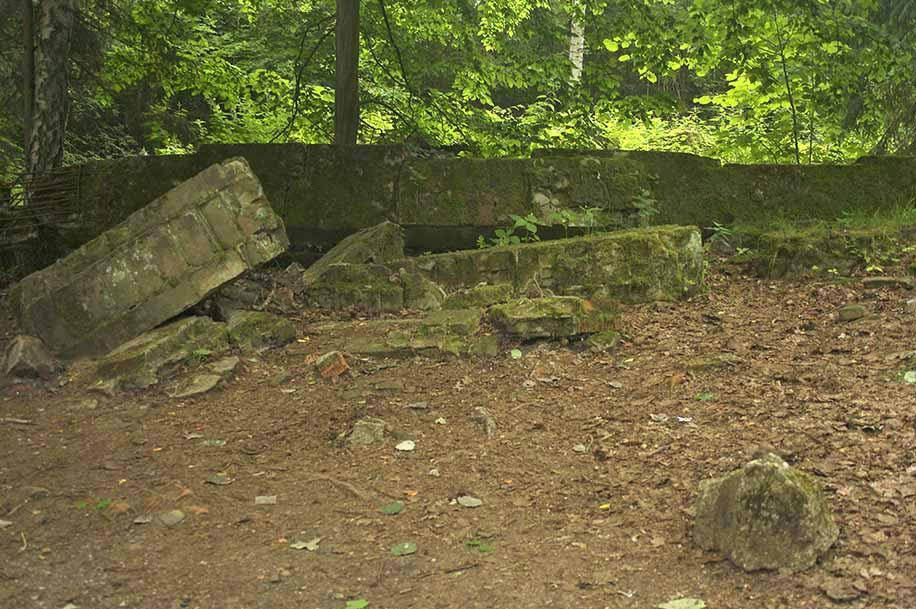
Überreste der Baracke, 2007

Die Aktentasche mit dem Sprengstoff deponierte Stauffenberg unter dem Kartentisch neben dem massiven Fuß an der Hitler zugewandten Seite. Wenige Minuten später verließ er unter dem Vorwand eines wichtigen Anrufes aus Berlin den Raum. Nach der Zerstörung der Säurekapsel des chemischen Zünders blieben bis zum Auslösen des Schlagbolzens zur Detonation nur noch etwa 10 Minuten.
Um 12:42 Uhr (MESZ) detonierte die Bombe. Der Stenograf Heinrich Berger, dem die Explosion beide Beine abriss, starb noch am Nachmittag. Von den weiteren zwölf Schwerverwundeten starben an den Verletzungen Heinz Brandt und Günther Korten am nächsten bzw. übernächsten Tag und Rudolf Schmundt am 1. Oktober 1944. Die übrigen elf Anwesenden wurden leicht verletzt, unter ihnen Hitler und Adolf Heusinger, siehe Teilnehmer der Lagebesprechung in der Wolfsschanze. In der leicht gebauten Besprechungsbaracke konnte die Druckwelle der Explosion vor allem durch den Holzboden und durch die weit geöffneten Fenster entweichen.
Hitler kamen zusätzlich zwei Umstände zugute: Nachdem Stauffenberg den Besprechungsraum verlassen hatte, hatte ein anderer Konferenzteilnehmer die Aktentasche auf die Hitler abgewandte Seite des schweren Tischfußes verschoben, um besser an den Tisch heranzukommen. Außerdem trug Heusinger Hitler gerade die Lage weit im Norden der Sowjetunion vor; deshalb lagen beide Männer fast über der großen Karte auf der dicken Tischplatte, als es zur Detonation kam. Der Tischfuß und die massive eichene Tischplatte schirmten Hitler von der direkten Wirkung der Detonation weitgehend ab. Er erlitt lediglich leichte Verletzungen in Form von Prellungen, Schürfwunden und dem Platzen der Trommelfelle.
Hitler behauptete später, es sei ein Zeichen der „Vorsehung“, dass er den Angriff überlebt hatte. Bereits wenige Minuten nach der Explosion gelangte die Nachricht von seinem Überleben nach Berlin: Der Mitverschwörer General Erich Fellgiebel hatte zwar wie vereinbart versucht, die Wolfsschanze nach der Explosion der Bombe von allen Nachrichtenverbindungen abzuschneiden, indem er die zur Lagebaracke gehörende Telefonanlage abschalten ließ. Dies wurde aber bereits nach wenigen Minuten widerrufen. Außerdem betraf diese Unterbrechung nicht gesondert vorhandene Nachrichtenverbindungen der SS und eine Ersatzzentrale im Sperrkreis 2.
Daher erhielt Propagandaminister Joseph Goebbels bereits gegen 13 Uhr in Berlin Kenntnis vom Attentat, wenngleich noch ohne nähere Angaben. Als Fellgiebel etwa um dieselbe Zeit erfuhr, dass Hitler überlebt hatte, rief er General Thiele im Bendlerblock, dem Zentrum der Widerstandsgruppe, an, wo die Verschwörer auf eine Nachricht warteten, und meldete mehrdeutig: „Es ist etwas Furchtbares passiert, der Führer lebt.“ Der Mitverschwörer Oberst Hahn bestätigte Thiele in einem weiteren Telefonat aus der Wolfsschanze ausdrücklich, dass Hitler das Attentat überlebt habe. Thiele benachrichtigte die Generäle Friedrich Olbricht und Hoepner von den Ferngesprächen, sie einigten sich darauf, Walküre zunächst noch nicht auszulösen.
Himmler, der nicht an der Besprechung teilgenommen hatte, rief von der Wolfsschanze aus gegen 14 Uhr in Berlin den Leiter des Reichskriminalpolizeiamtes Arthur Nebe an und forderte eine Untersuchung. Der ebenfalls benachrichtigte Chef des Amtes IV (Gestapo) im Reichssicherheitshauptamt, Heinrich Müller, solle Stauffenberg verhaften lassen.
In der Wolfsschanze herrschte bis zum Abend Unsicherheit über den genauen Umfang und die Urheber der Ereignisse. Bis zum späten Nachmittag wurde aber der Bendlerblock als Zentrum des Aufstands identifiziert, wobei zunächst Friedrich Fromm, in dessen Namen die entsprechenden Befehle an die Wehrmacht ergingen, als Kopf des Putsches angesehen wurde.

### Berlin
Zunächst aber konnten Stauffenberg und sein Adjutant Haeften noch wie geplant aus der in höchsten Alarmzustand versetzten Wolfsschanze entkommen. An einer ersten Sperre ließ sie der Wachhabende passieren, am zweiten Kontrollpunkt wurde ihnen die Weiterfahrt jedoch unter Hinweis auf die aktuelle Lage zunächst verwehrt. In einem Telefonat konnte Stauffenberg einen ihm bekannten Offizier dazu bewegen, dem diensthabenden Wachposten die Öffnung der Schranke zu befehlen. Während der Fahrt zum Flugplatz warf Haeften das nicht verwendete Sprengstoffpaket aus dem Wagen.
Auf dem Rollfeld erwartete Stauffenberg die für diesen Tag für ihn persönlich abgestellte He 111. Stauffenberg hatte zwar nicht mit eigenem Auge sehen können, ob Hitler durch die Explosion tatsächlich umgekommen war, die Wucht der Detonation aber noch wahrgenommen. Er und Haeften flogen daher in der festen Überzeugung nach Berlin, dass Hitler tot sei.
Während die beiden Verschwörer noch auf dem Rückflug nach Berlin waren, hatte Oberst Albrecht Mertz von Quirnheim gegen 14 Uhr abweichend vom Beschluss seines Vorgesetzten Olbricht bereits einige erste Alarmbefehle mit seiner Unterschrift versehen und abgesandt. Dabei blieb es allerdings zunächst.

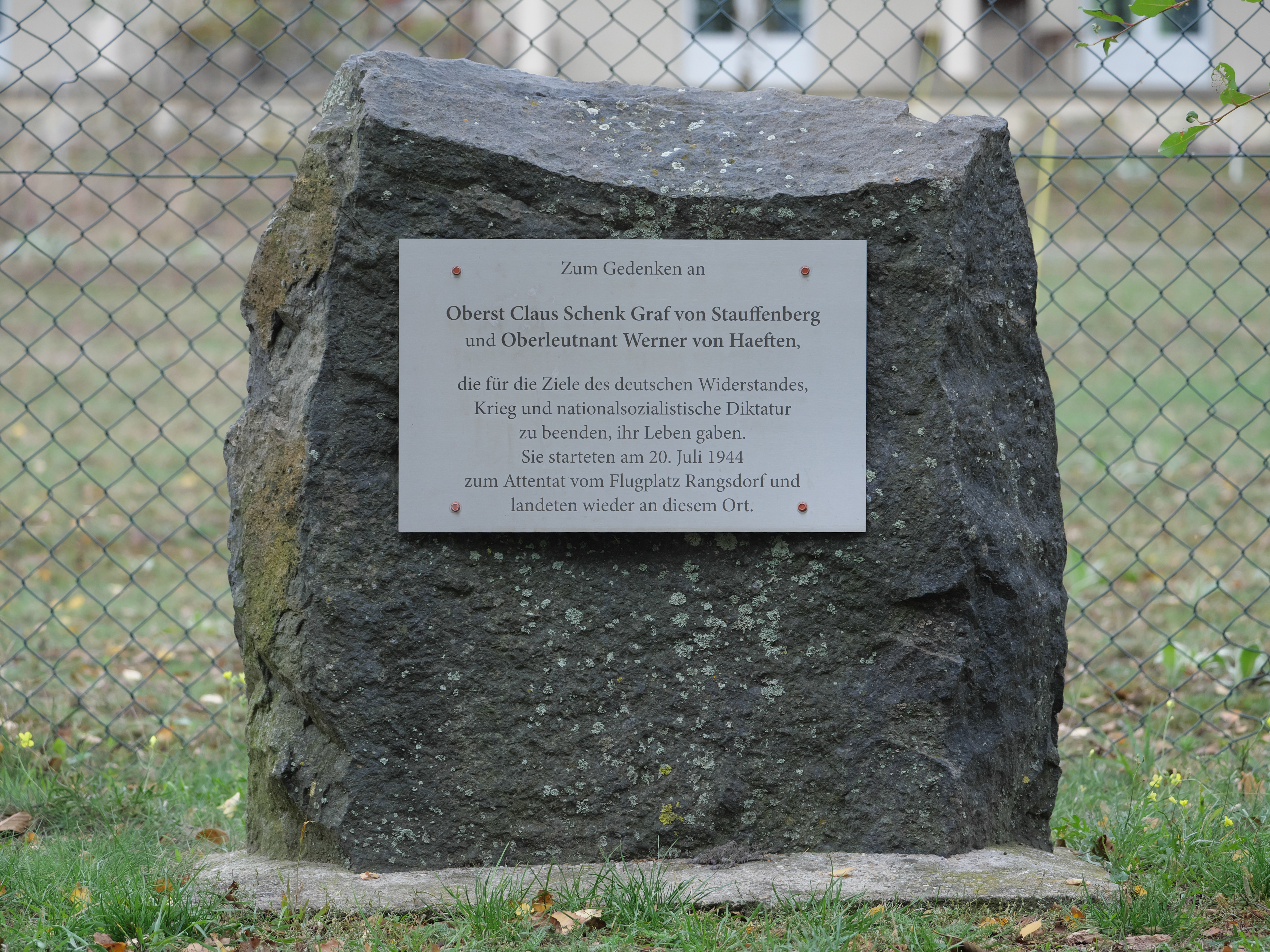
Gedenktafel für Claus Schenk Graf von Stauffenberg und Werner von Haeften am Rangsdorfer See

Gegen 15:45 Uhr auf dem Flugplatz Rangsdorf gelandet, forderte Stauffenberg Olbricht als Vertreter von Fromm fernmündlich auf, die „Operation Walküre“ anlaufen zu lassen. Der Walküre-Plan war ein offizieller, aber durch von Tresckow, Oberstleutnant i. G. Robert Bernardis und Stauffenberg für die Bedürfnisse des Staatsstreichs angepasster Plan für den Fall innerer Unruhen. Dazu gehörte vor allem, dass alle wichtigen Gestapo-, NSDAP- und SS-Dienststellen von der Wehrmacht besetzt würden.
Im Bendlerblock blieb man aber verunsichert durch weitere Hinweise, dass Hitler entgegen den Beteuerungen Stauffenbergs nicht umgekommen war. So bekräftigte Keitel, als Olbricht ein Ferngespräch zur Wolfsschanze herstellte, gegenüber Fromm, dass Hitler nur leicht verletzt worden war.
Daher wurden ab etwa 16 Uhr nur wenige Teile der Walküre-Operation in Angriff genommen; die auf Verschwörerseite stehenden Truppenführer führten vielfach die Befehle nicht aus, wodurch wertvolle Zeit ungenutzt verstrich. So ging zwar das Stichwort Walküre an alle Wehrkreise, Lehr- und Ersatztruppen hinaus, eines der Fernschreiben wurde aber versehentlich auch an die Wolfsschanze versandt. Daraufhin gingen von dort aus sofort erste Fernschreiben heraus, dass Befehle aus dem Bendlerblock ungültig seien. Kurz nach 16 Uhr befahl der Stadtkommandant Generalleutnant Paul von Hase dem Kommandeur des Wachbataillons „Großdeutschland“, Major Otto Remer, die Alarmierung seiner Truppen zur Abriegelung des Regierungsviertels. Obwohl Remer als fanatischer Nationalsozialist galt, erwartete Hase, dass dieser seine Befehle ausführen würde. Kurz nach 17 Uhr rückten die ersten Soldaten des Wachbataillons aus der Ulanenkaserne an der Invalidenstraße aus.
Auch die Besetzung des Hauses des Rundfunks und von Fernmeldezentralen in Berlin konnte wegen fehlender Truppen nicht durchgeführt werden. Lediglich in Paris unter General von Stülpnagel und in Wien unter der Leitung des Chefs des Stabes im Wehrkreis, Oberst i. G. Heinrich Kodré, gelang es, die Befehle der Operation Walküre umzusetzen. In groß angelegten Aktionen wurden in diesen beiden Städten Mitglieder der SS verhaftet.
Stauffenberg musste bei seiner Ankunft im Bendlerblock gegen 16:30 Uhr feststellen, dass bisher außer der Alarmierung der Truppen des Ersatzheeres, das die militärische und vollziehende Gewalt in Deutschland übernehmen sollte, nichts unternommen worden war. Gegenüber Fromm offenbarte er, er selbst habe die Bombe gezündet, und behauptete, er selbst habe auch gesehen, wie Hitler tot aus der Baracke hinausgetragen worden sei, Keitel habe, als er Fromm vom Überleben Hitlers berichtet habe, „wie immer gelogen“. Fromm weigerte sich aber weiterhin, den Aufstand zu unterstützen, und wurde festgesetzt. Weitere Teile der Walküre-Operation wie das Benachrichtigen der Wehrkreise wurden nun abgearbeitet.
Allerdings waren mehrere für die Zeit nach dem Umsturz entscheidende Mitverschwörer schlecht in den Ablauf nach dem Attentat eingebunden: So traf Generaloberst Ludwig Beck, immerhin als Staatsoberhaupt vorgesehen, erst gegen 17 Uhr im Bendlerblock ein. Als er vom zweifelhaften Ausgang des Attentats erfuhr, schloss er sich zwar der Einstellung Stauffenbergs an: „Für mich ist dieser Mann tot, davon lasse ich mein weiteres Handeln bestimmen.“ Erwin von Witzleben aber, immerhin als Oberbefehlshaber über die gesamte Wehrmacht vorgesehen, befand sich zur Zeit des Attentats sogar noch in Ostpreußen. Ohne zuverlässige Information über den bisherigen Verlauf traf er erst gegen 19:30 Uhr in der Bendlerstraße ein.
Als Stauffenberg ihm Bericht über den bisherigen Ablauf erstattete, kritisierte Witzleben scharf die Unzulänglichkeiten der bisher getroffenen Maßnahmen, vor allem, dass kein energischer Einsatz der Truppen erfolgte, und bemerkte „Schöne Schweinerei, das!“ Er verließ gegen 20:45 Uhr den Bendlerblock wieder und fuhr auf seinen Landsitz außerhalb Berlins, wo er am folgenden Tag verhaftet wurde. Andere von den Umstürzlern ebenfalls für wichtige Positionen vorgesehene Mitverschwörer wie Admiral Canaris blieben in den Stunden nach dem Attentat passiv.
Eine schwerwiegende Panne ereignete sich beim Versand derjenigen Fernschreiben, welche den nicht in die Verschwörung Eingeweihten den Anlass der Walküre-Operation klarmachen sollten („innere Unruhen“). Stauffenbergs Adjutant Friedrich Karl Klausing ließ das Fernschreiben als „Geheime Kommandosache“ einstufen. Dadurch konnte es nicht gleichzeitig an jeweils 30 Empfänger durchgegeben werden, sondern musste zunächst verschlüsselt und dann einzeln und seitenweise versandt werden. Außerdem standen dafür statt etwa zwanzig nur vier Fernschreiber zur Verfügung.
Bis beginnend ab etwa 16:45 Uhr das letzte Fernschreiben zur Auslösung von Walküre alle Empfänger erreicht hatte, dauerte es etwa drei Stunden. Weitere Fernschreiben beispielsweise mit Ausführungsdetails trafen später als 21 Uhr ein. In der Zwischenzeit war aber sowohl die Bevölkerung zwischen 18:28 und 18:42 Uhr durch drei Sondermeldungen des Deutschlandsenders darüber informiert worden, dass Hitler nur leichte Verletzungen erlitten hatte, als auch bei den militärischen Dienststellen das Fernschreiben Keitels von 20:20 Uhr eingetroffen, in dem dieser Befehle aus dem Bendlerblock für ungültig erklärte und mitgeteilt hatte: „Der Führer lebt! Völlig gesund!“
Außerdem scheiterten auch die Abriegelung des Regierungsviertels rund um die Wilhelmstraße in Berlin, die Ausschaltung des Deutschlandsenders im Haus des Rundfunks in Berlin-Charlottenburg, die Verhaftung der SS-Führung und die Besetzung der Gestapozentrale in der Prinz-Albrecht-Straße: Gegen 18 Uhr überzeugte sich der Kommandeur des Wachbataillons Otto Remer, der das Regierungsviertel absichern sollte, durch ein von seinem Ordonnanzoffizier Hans Wilhelm Hagen, im Zivilberuf Mitarbeiter des Propagandaministeriums, und Joseph Goebbels vermitteltes Telefongespräch mit Hitler („Major Remer, erkennen Sie meine Stimme?“) vom Überleben des „Führers“. Er erhielt von ihm das Kommando über die gesamte Hauptstadt übertragen. Von etwa 19 Uhr an stand das Wachbataillon damit zur Niederschlagung des Staatsstreichs zur Verfügung.
Stauffenberg indes versuchte, durch zahlreiche Ferngespräche ein Scheitern der Verschwörung noch abzuwenden. Wiederholt beharrte er dabei darauf, Hitler sei tot. Dennoch brachte das Regime die Verschwörer zunehmend in die Defensive. Etliche Offiziere im Bendlerblock hatten sich bereits zuvor abwartend verhalten. Nun gingen sie offen auf die Seite des Regimes über, setzten sich ab oder hintertrieben Befehle der Verschwörer. Dienstältester unter den „führertreuen“ Offizieren war Oberstleutnant Franz Herber, der eine zentrale Rolle bei der Niederschlagung des Staatsstreichs innerhalb des Bendlerblocks übernahm. Er konfrontierte gegen 21 Uhr seinen Vorgesetzten Olbricht.
Als dieser ihm keine befriedigende Aufklärung über die wahren Zusammenhänge gab, stattete Herber, der für die Verwaltung der Waffenbestände im Gebäude verantwortlich war, einen Offizierstrupp mit Waffen aus. Dieser nahm dann Stauffenberg, Mertz und Olbricht fest. Gegen 20 Uhr gab General Wolfgang Thomale der auf dem Fehrbelliner Platz in Berlin-Wilmersdorf eingetroffenen Panzer-Ersatzbrigade den Befehl, den Putsch niederzuschlagen. Gegen 23 Uhr wurde der Bendlerblock von diesen Truppen besetzt. Die meisten der Verschwörer wurden nach einem Schusswechsel festgesetzt. Nur Hauptmann Klausing und einige jüngere Offiziere (von Hammerstein, von Oppen, von Kleist) konnten aus dem Gebäude entkommen.

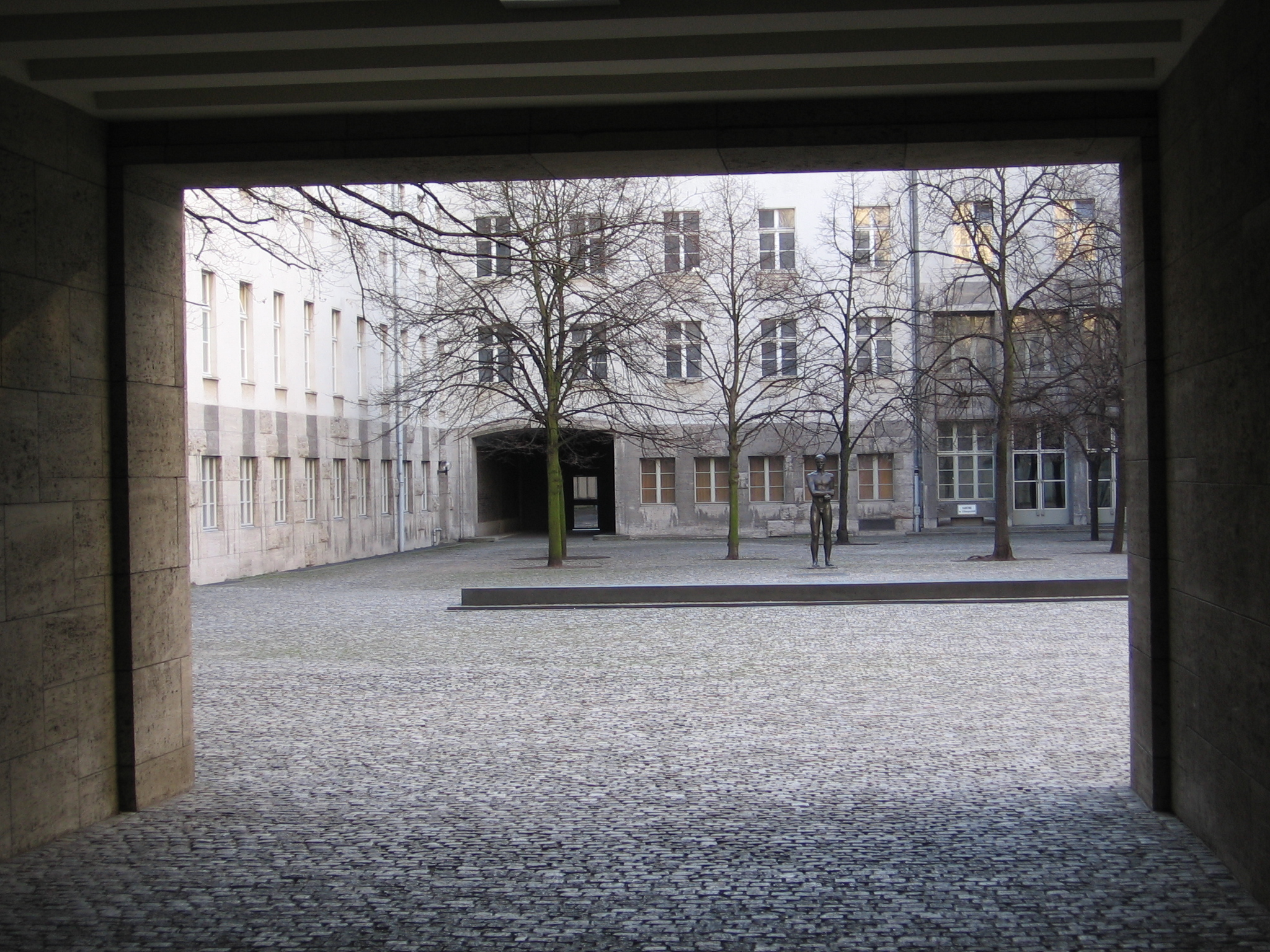
Blick in den Innenhof des Bendlerblocks

Dem Generaloberst Beck gab Fromm, einst sein Untergebener, auf die Bitte, die Dienstwaffe „für den eigenen Gebrauch“ behalten zu dürfen, zuvor Gelegenheit, sich selbst zu töten. Nachdem sich Beck beim ersten Versuch nur einen Streifschuss und beim zweiten nur eine nicht sofort tödliche Kopfverletzung beibringen konnte, wurde er auf Befehl Fromms durch den Gnadenschuss eines Feldwebels getötet. Als um Mitternacht die ersten Soldaten des Wachbataillons den Bendlerblock erreichten, war dort die Entscheidung bereits gefallen.
Im Hof des Bendlerblocks wurden wenige Minuten nach Mitternacht Stauffenberg, Haeften, Olbricht und Mertz von Quirnheim einzeln von Soldaten des Wachbataillons vor einem Sandhaufen im Scheinwerferlicht eines Lastwagens erschossen. Die Erschießung der Verschwörer war von Generaloberst Friedrich Fromm unter Berufung auf ein Standgericht, das angeblich stattgefunden habe, befohlen worden. Nachdem die vier erschossenen Offiziere samt Ludwig Beck auf Anordnung Fromms zunächst in Uniform mit Orden und Ehrenzeichen auf dem Alten St.-Matthäus-Kirchhof begraben worden waren, ließ Himmler die Leichen am nächsten Tag exhumieren, verbrennen und ihre Asche über Rieselfelder der Berliner Kläranlagen verteilen.
Fromm lag daran, seine eigene Verstrickung in die Attentatspläne zu vertuschen. Er wurde dennoch, nachdem eine Liste der geplanten Regierung in seinem Safe gefunden worden war, angeklagt, zum Tode verurteilt und am 12. März 1945 hingerichtet.
Gegen 1 Uhr des 21. Juli 1944 traf in der Wolfsschanze der aus dem 90 Kilometer entfernten Königsberg angeforderte Übertragungswagen der Reichs-Rundfunk-Gesellschaft ein und wurde betriebsbereit gemacht, sodass sich Hitler über den Rundfunk an die Öffentlichkeit wenden konnte: „Eine ganz kleine Clique ehrgeiziger, gewissenloser und zugleich unvernünftiger, verbrecherisch-dummer Offiziere hat ein Komplott geschmiedet, um mich zu beseitigen und mit mir den Stab praktisch der deutschen Wehrmachtführung auszurotten.“
Generalmajor Henning von Tresckow, Chef des Stabes der Heeresgruppe Mitte, ahnte, dass ein Schauprozess bevorstand. Er ließ sich am 21. Juli 1944 in die Nähe der Front fahren und zündete an einem Waldrand eine Gewehrgranate. Er starb sofort. Dadurch blieben Georg und Philipp von Boeselager unentdeckt, die bereits unterwegs waren, um mit der 3. Kavallerie-Brigade das Reichssicherheitshauptamt zu besetzen; als das Scheitern des Anschlages bekannt wurde, wurde der Marsch abgebrochen.

### Paris
Um den Krieg zumindest an der Westfront zu beenden und einen Einmarsch alliierter Truppen in das Reichsgebiet zu verhindern, war es erforderlich, die Befehlsgewalt über die deutschen Truppen in Frankreich zu erlangen.
Die Mitverschwörer im Stabe des Militärbefehlshabers in Paris, General der Infanterie Carl-Heinrich von Stülpnagel (Militärbefehlshaber Frankreich), General Hans Speidel (Generalstabschef bei der Heeresgruppe B) und Generalfeldmarschall Günther von Kluge (Oberbefehlshaber West) wussten bereits am Vortag, dass das Attentat und der Staatsstreich am 20. Juli erfolgen sollten, und bereiteten alles dafür vor. Cäsar von Hofacker koordinierte die Planungen in Berlin mit denen für eine Übernahme der Macht in Paris und wurde im Gestapo-Bericht vom 28. Juli 1944 als „Kopf der am 20. Juli 1944 in Paris abgelaufenen Putschmaßnahmen“ bezeichnet.
In Paris verlief der Umsturz zunächst nach Plan. Oberst Hans Otfried von Linstow leitete zusammen mit Oberst Eberhard Finckh am 20. Juli 1944 gemäß den „Walküre“-Plänen in Paris die Verhaftung von Gestapo- und SD-Kräften ein. Etwa 1200 SD- und SS-Angehörige einschließlich des „Höheren SS- und Polizeiführers im Bereich des Militärbefehlshabers in Frankreich“ Carl Oberg wurden ohne Gegenwehr verhaftet. Als jedoch erkennbar wurde, dass Hitler das Attentat überlebt hatte und Generalfeldmarschall von Kluge deshalb nicht bereit war, den eingeleiteten Staatsstreich in Paris unter seinem Kommando fortzuführen, ließ Stülpnagel, der von Kluge seines Kommandos enthoben wurde, die Verhaftung der SD- und SS-Führer wieder aufheben.
Speidel hatte ursprünglich vorgesehen die 2. (v. Lüttwitz) und die 116. Panzer-Division (v. Schwerin) in den Umsturz miteinzubeziehen, allerdings gelang es nur bzgl. letzterer, diese längere Zeit in Paris zurückzuhalten, bis auch sie am 19. Juli in die Normandie beordert wurde.
Unter zunehmendem Druck durch Ermittlungen des Regimes wurde Kluge abgesetzt und starb im August 1944 durch Suizid. Stülpnagel versuchte vergeblich, sich das Leben zu nehmen, wurde zusammen mit von Linstow, Hofacker und Finck vor den Volksgerichtshof gestellt, am 29. August 1944 zum Tode verurteilt und in Berlin-Plötzensee gehängt. Der Ehrenhof der Wehrmacht plädierte im Fall Speidel auf „Nichtschuldig, aber nicht frei von Verdacht“, wodurch Speidel einer Verurteilung durch den Volksgerichtshof entging und in der späteren Bundeswehr Karriere machte.

## Gründe für das Scheitern
Zusammenfassend gab es dafür, dass es trotz des Attentats nicht zum Sturz des Hitler-Regimes kam, drei Hauptgründe:
- Die vorangegangenen zahlreichen Anschlagsversuche gegen Hitler mussten aus unterschiedlichen Gründen immer wieder verschoben oder abgebrochen werden. Beim nicht ausgeführten Versuch Stauffenbergs vom 15. Juli waren in der fälschlichen Annahme, das Attentat sei geglückt, bereits Teile des Walküre-Plans angelaufen. Nur unter größten Anstrengungen und mit viel Glück gelang danach die Vertuschung dieser Operationen. Bis auf den Kern des Widerstandes waren einige Anhänger nun nicht mehr bereit, ihr Leben ohne absolut verlässliche Nachrichten über Hitlers Tod aufs Spiel zu setzen.
- Die Vorbereitung der Machtübernahme durch die Verschwörer war in vieler Hinsicht völlig unzureichend. Insbesondere war keine Vorsorge dafür getroffen worden, den regimetreuen Kräften nach dem Attentat den Zugriff auf Rundfunk und Fernmeldewesen unmöglich zu machen. In Berlin fehlten zuverlässige militärische Kräfte, um politische Zentralen wie das Propagandaministerium, das Reichssicherheitshauptamt, wichtige NSDAP-Dienststellen und die Gestapo-Zentrale zu besetzen und zu sichern. Fernschreiben der Verschwörer kamen nicht schnell genug und gleichzeitig bei den Empfängern an. Die Nutzung der Rundfunksender gelang den Verschwörern ohnehin nicht.
- Claus von Stauffenberg war irrtümlich vom Tod Hitlers überzeugt und leitete nach seiner Landung in Berlin gegen 15:45 Uhr telefonisch erste Maßnahmen ein (s. o.). Er war die zentrale Figur dieses Plans, aber bis 16:30 Uhr im Bendlerblock nicht verfügbar. Seine Anwesenheit dort in den Stunden nach dem Attentat und folgender Verwirrung wäre von großem Vorteil gewesen. Stauffenberg verfügte über ein hohes Maß an Entschlossenheit. Sie stand im Gegensatz zur wankelmütigen Haltung vieler, die man nur unter größten Vorbehalten auf die Verschwörerseite hatte ziehen können. Diese Leute schwankten nun und konnten sich zu keiner Aktivität durchringen.

Ferner war nicht abgesprochen, welche Maßnahmen ergriffen werden sollten, wenn es trotz zunächst erfolgreichen Umsturzes längerfristig, zusätzlich zum Zweiten Weltkrieg, in Deutschland zu einem Bürgerkrieg gekommen wäre.

## Verfahren vor dem Volksgerichtshof
Die Ermittlungen der Gestapo zogen sich bis Kriegsende hin. Man geht insgesamt von ca. 700 Inhaftierungen und mehr als 110 Exekutionen aus. Die Familienangehörigen der Attentäter wurden in Sippenhaft genommen und 46 Kinder im Kinderheim im Borntal in Bad Sachsa interniert.
Etwa 5000 weitere Verhaftungen erfolgten während der Aktion Gitter im August 1944, um eine Neubildung jeder Opposition aus den alten Parteien der Weimarer Republik zu verhindern. Neben den Verschwörern fielen damit zahlreiche andere Oppositionelle der NS-Justiz zum Opfer, die schon länger das Missfallen des nationalsozialistischen Regimes erregt hatten, aber nicht in das Attentat verwickelt waren.
Zuletzt wurden der Chef des Reichskriminalpolizeiamtes Arthur Nebe und Generaloberst Friedrich Fromm im März 1945 zum Tode verurteilt. Die letzte Verhandlung fand offenbar am 19. April 1945 statt; der spätere Verfassungsrichter Paulus van Husen erhielt drei Jahre Zuchthaus; der spätere Bundesvertriebenenminister Hans Lukaschek wurde freigesprochen.

### Vorbereitung
Ernst Kaltenbrunner leitete die am 21. Juli 1944 gegründete „Sonderkommission 20. Juli“ im Reichssicherheitshauptamt. Sie besaß insgesamt elf nach Sachgebieten gegliederte Gruppen mit vermutlich bis zu 400 Mitarbeitern. Die verhafteten Offiziere und Zivilisten wurden zumeist nach Berlin überführt und dort im Gestapo-Gefängnis in der Prinz-Albrecht-Straße 8, aber auch im Zellenbau des Konzentrationslagers Ravensbrück und in der Schule der Sicherheitspolizei in Drögen bei Fürstenberg inhaftiert und verhört.
Am 30. Juli 1944 koordinierten Reichsführer-SS Heinrich Himmler und der Chef des Oberkommandos der Wehrmacht, Generalfeldmarschall Wilhelm Keitel, während eines Vortrags bei Hitler in der „Wolfsschanze“ das weitere Vorgehen gegen die am Umsturzversuch Beteiligten. Auf Hitlers Wunsch wurde am 2. August 1944 der sogenannte „Ehrenhof der Wehrmacht“ errichtet, dessen Aufgabe darin bestand, die möglicherweise am Attentat beteiligten Offiziere aus der Armee auszuschließen. Für diejenigen Offiziere, die vom Ehrenhof aus der Wehrmacht als „unehrenhaft“ (zu „Schützen“ degradiert) entlassen wurden, war das Militärstrafrecht nicht anwendbar und deshalb das Reichskriegsgericht nicht zuständig.
Sie konnten aufgrund dieser Formalie in Schauprozessen vor dem Volksgerichtshof unter dem Vorsitz von Roland Freisler abgeurteilt werden.
Am 1. August 1944 teilten Reichsjustizminister Otto Thierack und Volksgerichtshofspräsident Roland Freisler Hitlers Entscheidung dem Oberreichsanwalt beim Volksgerichtshof Ernst Lautz mit. Insgesamt wurden als 200 Menschen in mehr als 50 Prozessen angeklagt, mehr als 100 von ihnen zum Tode verurteilt. Die genaue Zahl ist wegen der Unvollständigkeit der Quellen immer noch nicht bekannt.

### Schauprozess vom 7./8. August 1944

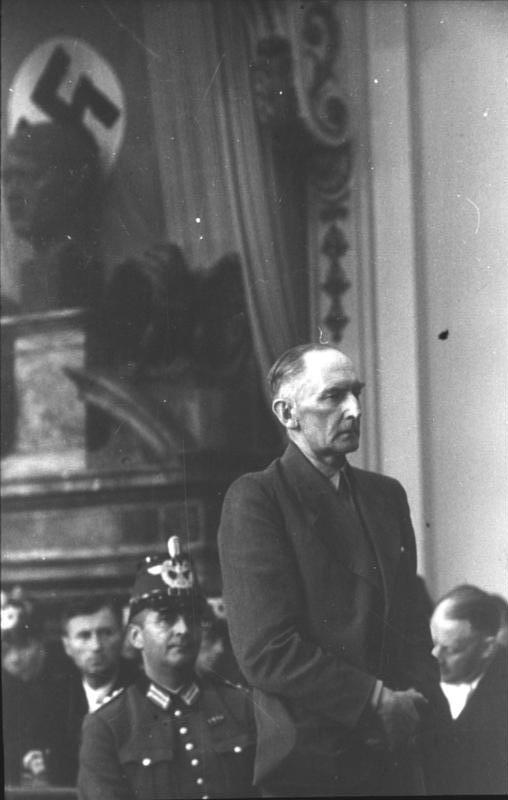
Erwin von Witzleben vor dem Volksgerichtshof, August 1944

Am 7. und 8. August 1944 fand der erste Prozess gegen Feldmarschall Erwin von Witzleben, Oberleutnant Peter Graf Yorck von Wartenburg, Generaloberst Erich Hoepner, Generalleutnant Paul von Hase, Generalmajor Hellmuth Stieff, Hauptmann Friedrich Karl Klausing, Oberstleutnant Robert Bernardis und Oberleutnant Albrecht von Hagen statt, der mit Todesurteilen wegen Hoch- und Landesverrats für alle Angeklagten endete. Ihr Vermögen wurde eingezogen.
Im Gerichtssaal waren die Angeklagten, die keine Wahlverteidiger bestellen durften, massiven Demütigungen ausgesetzt – so musste sich beispielsweise Erwin von Witzleben während der Verhandlung die Hose festhalten, da ihm die Geheime Staatspolizei den Gürtel abgenommen hatte. Gleichzeitig wurde er durch Roland Freisler beschimpft als „dreckiger alter Mann, der an seiner Hose herumnestele“.

### Filmaufnahmen
Die Prozesse wurden gefilmt. Dabei entstanden schätzungsweise 50.000 Meter Filmmaterial, von denen rund 5.700 Meter für eine offizielle Dokumentation mit dem Titel Verräter vor dem Volksgericht verwertet wurden. Die Dokumentation sollte geschätzt 210 Minuten dauern. Davon sind rund 190 Minuten in Fragmenten verschiedenen Umfangs und unterschiedlicher Bedeutung erhalten. Über die Genese des Filmprojekts ist wenig bekannt. Alle Angaben zu den Entstehungs- und Produktionsverhältnissen sind lückenhaft und von politischen und persönlichen Interessen geprägt. Johannes Tuchel sieht die Entscheidung, die Gerichtsverhandlung aufzunehmen, bei Joseph Goebbels, wenngleich nicht bekannt sei, ob er auf Weisung Hitlers oder aus eigener Initiative handelte.
Bernd Sösemann sieht den tatsächlichen Einfluss Goebbels’ kritischer und die entscheidende Rolle von Anfang an bei Hitler. Mit den Filmaufnahmen hatte Reichsfilmintendant Hans Hinkel Kameramänner der Deutschen Wochenschau GmbH unter der Leitung von Chefkameramann Erich Stoll beauftragt. Im Plenarsaal des Berliner Kammergerichts waren dazu verdeckte Kameras installiert und anfangs auch die Mikrofone versteckt worden. Die Tonaufnahmen vom 7. und 8. August waren deshalb wegen Freislers Gebrüll fast nicht zu gebrauchen.
Filmaufnahmen lassen sich bis zum 13. Oktober 1944 nachweisen. Das Material wurde in Berlin-Tempelhof entwickelt und zum Schnitt zur Deutschen Wochenschau gebracht. Ein geplanter Kurzbeitrag von sechs Minuten Länge für die Wochenschau 728 vom 17. August 1944 wurde von Joseph Goebbels offensichtlich nicht genehmigt. Der Rohschnitt des Filmes war Ende August 1944 fertig und erhielt im Vorspann einen Hinweis, dass der Film eine Geheimsache im Sinne des § 88 RStGB in der Fassung vom 24. April 1934 sei und mit Sondergenehmigung des Reichspropagandaministers zu sehen sei. Enthalten waren Aufnahmen aus dem ersten Prozess vom 7. und 8. August, aus dem dritten vom 15. August und dem Verfahren vom 21. August, aber keine aus dem vom 10. August 1944 gegen Berthold Schenk Graf von Stauffenberg und Fritz-Dietlof Graf von der Schulenburg.
Erstmals wurde der Film am 29. August 1944 den Reichspropagandaamtsleitern im Reichspropagandaministerium gezeigt. Weitere Vorführungen unterblieben. Johannes Tuchel vermutet, Freislers Prozessführung habe den von Goebbels beabsichtigten Effekt konterkariert. Bernd Sösemann meint, das ursprünglich von Hitler favorisierte Projekt eines Schauprozesses sei aufgrund der schnellen Ernüchterung über die sachlichen und mentalen Grenzen des Projekts aufgegeben worden.

### Vollstreckung der Todesurteile
Die Angeklagten wurden nach der Verkündung der Todesurteile am zweiten Verhandlungstag, dem 8. August 1944, in der Berliner Hinrichtungsstätte Plötzensee  an jenen Haken, die Ende 1942 für die Vollstreckung der Todesurteile an den Männern und Frauen der sogenannten „Roten Kapelle“ installiert worden waren, erhängt.
Auch die Hinrichtung wurde auf kurzfristige Anordnung Hinkels von den Kameramännern der Wochenschau gefilmt. Der insgesamt 25-minütige Film zeigt die Gefangenen einzeln in Sträflingskleidung auf dem Weg zum Hinrichtungsraum und ihre Erhängung an der dortigen Galgenschiene. Ob Hitler den Film je gesehen hat, ist ungewiss. Der Film befand sich noch am 17. Januar 1945 im Reichspropagandaministerium, ist aber seit Kriegsende verschollen.

## Teilnehmer der Lagebesprechung in der Wolfsschanze

Die genaue Position aller nebenstehend Genannten während der Lagebesprechung vom 20. Juli 1944 in der Wolfsschanze. Die Bombe befand sich im Augenblick der Explosion hinter dem rechten Tischträger.
1. FFFFFF leichtverletzt #0000FF schwerverletzt #FF0000 getötet

Ausgehend von Hitler nach rechts befanden sich in der Lagebaracke:
1. Adolf Hitler (leicht verletzt)
2. Generalleutnant Adolf Heusinger: Chef der Operationsabteilung des Generalstabes des Heeres und Stellvertreter des Chefs des Generalstabes des Heeres (leicht verletzt)
3. General der Flieger Günther Korten: Chef des Generalstabes der Luftwaffe  †
4. Oberst i. G. * Heinz Brandt: Erster Generalstabsoffizier; Heusingers Stellvertreter  †
5. General der Flieger Karl-Heinrich Bodenschatz: Verbindungsoffizier des Oberbefehlshabers der Luftwaffe im Führerhauptquartier (schwer verletzt)
6. Oberstleutnant i. G. * Heinz Waizenegger: Adjutant Jodls
7. Generalleutnant Rudolf Schmundt: Chefadjutant der Wehrmacht bei Hitler und Chef des Heerespersonalamtes  †
8. Oberstleutnant i. G. * Heinrich Borgmann: Adjutant Hitlers (schwer verletzt)
9. General der Infanterie Walter Buhle: Chef des Heeresstabes beim Oberkommando der Wehrmacht
10. Konteradmiral Karl-Jesko von Puttkamer: Marineadjutant Hitlers (leicht verletzt)
11. Stenograf Heinrich Berger  †
12. Kapitän zur See Heinz Assmann: Führungsstabsoffizier im Wehrmachtführungsstab
13. Major Ernst John von Freyend: Adjutant Keitels (leicht verletzt)
14. Generalmajor Walter Scherff: Sonderbeauftragter Hitlers für die militärische Geschichtsschreibung (leicht verletzt)
15. Konteradmiral Hans-Erich Voß: Vertreter des Oberbefehlshabers der Kriegsmarine im Führerhauptquartier (verletzt)
16. SS-Hauptsturmführer Otto Günsche: Adjutant Hitlers (leicht verletzt)
17. Oberst i. G. * Nicolaus von Below: Luftwaffenadjutant Hitlers
18. SS-Gruppenführer Hermann Fegelein: Vertreter der Waffen-SS im Führerhauptquartier
19. Stenograf Heinz Buchholz
20. Major i. G. * Herbert Büchs: Adjutant Jodls
21. Ministerialdirigent Franz Edler von Sonnleithner: Vertreter des Auswärtigen Amtes im Führerhauptquartier
22. General der Artillerie Walter Warlimont: stellvertretender Chef des Wehrmachtführungsstabes
23. Generaloberst Alfred Jodl: Chef des Wehrmachtführungsstabes (leicht verletzt)
24. Generalfeldmarschall Wilhelm Keitel: Chef des Oberkommandos der Wehrmacht

## Historische Bewertung
Die NS-Propaganda schmähte Graf von Stauffenberg und die Verschwörer des 20. Juli als feige Landesverräter, die dem Deutschen Reich in Zeiten höchster Not in den Rücken gefallen seien. Diese (nationalsozialistische) Interpretation des Attentats wirkt bis heute nach.
Es ist bei der heterogenen und großen Gruppe der Widerständler des 20. Juli 1944 schwer, Motive zu nennen, die für alle Teilnehmer gleich maßgeblich waren. Ethische und allgemein-religiöse Fragen oder mehr persönliche Gewissensfragen, insbesondere die Erlebnisse der hinter der Front im Osten verübten Untaten, sind jedenfalls als „motivgebend“ nicht zu unterschätzen, besonders nicht bei den gescheiterten frühen Attentatsversuchen.
Die heutige deutsche Geschichtsschreibung hebt aber überwiegend das „nationale Interesse“ als entscheidenden Ansporn für die meisten der opponierenden Militärs hervor. Das „nationale Interesse“ ist in der Sprache dieser Wissenschaftler ein Kürzel für die Einigkeit der Verschwörer in der negativen Beurteilung des Dilettantismus Hitlers in kriegsstrategischen Fragen und die seit 1942 eingetretene aussichtslose militärische Lage an den meisten Fronten. Die sich abzeichnende Niederlage müsse im nationalen Interesse unbedingt verhindert werden. Dafür sei die Beseitigung der Person Hitlers erforderlich und ein Hochverrat gerechtfertigt.
Von 1938 bis 1940 war anscheinend das „nationale Interesse“ im Offizierskorps ohnehin ausschlaggebend. Für diese Annahme spricht insbesondere, dass die militärische Opposition nach dem Frankreichfeldzug 1940 auf einen kleinen Kern zusammengeschmolzen war, auch bedingt durch den unverhofft schnellen und leichten Sieg über den „Erbfeind“, der Deutschland 1939 den Krieg erklärt hatte. Im Jahre 1941 dagegen überfiel das Deutsche Reich die verbündete Sowjetunion, erzielte trotz großer Bodengewinne keinen entscheidenden Erfolg, und hinter den Fronten fanden Massenhinrichtungen statt. Da spätestens mit der Niederlage in der Schlacht von Stalingrad Anfang 1943 ein Sieg gegen die Sowjetunion unwahrscheinlich geworden war, wurde es wieder leichter, neue Männer für den Widerstand zu gewinnen.
Vielen der Männer des 20. Juli war es im Verlaufe der Kriegsjahre ein immer größer werdendes Bedürfnis geworden, gegen die diktatorische Politik Hitlers und seiner Partei Widerstand zu leisten, insbesondere gegen die Verbrechen der SS hinter der Front. Sie waren in zunehmendem Maße Zeugen von systematischen Massentötungen von Unschuldigen geworden, was sie mit ihrem Gewissen und ihrer Offiziersehre nicht in Einklang bringen konnten. Etliche fürchteten eine langfristige Schädigung des deutschen Rufs und eine Auferlegung moralischer Schuld für kommende Generationen. Mit dieser Argumentation hatte Tresckow schon nach der Bekanntgabe des Kommissarbefehls vergeblich versucht, seinen Vorgesetzten zu einem offiziellen Protest bei Hitler zu bewegen.
Andere Interpretationen stellen den immer näher rückenden und unvermeidlichen militärischen Zusammenbruch Deutschlands als Motiv für den Umsturzversuch in den Vordergrund. Insbesondere marxistisch orientierte Historiker sehen den Putsch als Versuch einiger „Hitleroffiziere“ aristokratischer Herkunft, Deutschland eine Besetzung, den Adeligen den Verlust ihres Landbesitzes im Osten und der Offizierskaste den Verlust ihrer Privilegien zu ersparen. Der wahre Widerstand sei von der KPD und der Roten Kapelle ausgegangen. Andere Historiker wie Andreas Hillgruber räumen dem gescheiterten Attentat Georg Elsers vom 8. November 1939 und den Flugblattaktionen der Weißen Rose in der Universität von München am 18. Februar 1943 größere Bedeutung als der Verschwörung des 20. Juli 1944 ein, weil beide demokratischen Charakter gehabt hätten. Stauffenberg dagegen sei Monarchist und daher kein Demokrat gewesen. Joachim Fest und andere haben dagegen ihre Meinung bekundet, Stauffenberg sei zwar Monarchist und damit kein Republikaner, aber durchaus Demokrat gewesen.
Festzuhalten ist, dass einige radikale Antisemiten und Kriegsverbrecher an der Verschwörung des 20. Juli beteiligt waren, so zum Beispiel der Generalquartiermeister Eduard Wagner, der Mitverantwortung für den Tod von Millionen sowjetischer Kriegsgefangener trug und der sich aus Furcht vor der Rache der Roten Armee dem Widerstand angeschlossen hatte. Zum engeren Kreis zählte auch der 1945 hingerichtete Arthur Nebe, der als Kommandeur der Einsatzgruppe B zahlreiche Massaker an Juden und anderen Zivilisten zu verantworten hatte und als Chef des Reichskriminalpolizeiamtes im RSHA einer der Hauptverantwortlichen für den Völkermord an den Roma war. Ebenfalls zum Kreis der Mitverschwörer gehörte der Berliner Polizeipräsident, Wolf-Heinrich Graf von Helldorff, der sich als alter Parteigenosse schon vor 1933 bei Übergriffen gegen Juden hervorgetan hatte.
Demgegenüber haben nachweislich 20 Beteiligte vor dem Volksgerichtshof das Verbrechen der Ausrottung der Juden (Holocaust) als Hauptbeweggrund für ihr Handeln genannt. Die meisten Historiker nehmen an, dass ein Teil der Männer des 20. Juli unter dem Eindruck der brutalen und verbrecherischen Gewaltpolitik Hitlers und seiner Partei einen Lernprozess durchgemacht hat, der von anfänglicher Zustimmung zu entschiedener Ablehnung geführt habe – auch um den Preis des eigenen Lebens. Keiner der Angeklagten ließ sich vor Freislers Volksgerichtshof psychisch brechen oder versuchte, durch Ausflüchte den eigenen Kopf zu retten. Speziell die Widerständler aus dem Offizierskorps gewinnen nach Meinung einiger besondere historische Bedeutung durch die ethische Begründung ihres Vorgehens, wie sie beispielsweise Henning von Tresckow am 21. Juli 1944 Fabian von Schlabrendorff zum Abschied formulierte:

„Wenn einst Gott Abraham verheißen hat, er werde Sodom nicht verderben, wenn auch nur zehn Gerechte darin seien, so hoffe ich, daß Gott Deutschland um unseretwillen nicht vernichten wird. […] Der sittliche Wert eines Menschen beginnt erst dort, wo er bereit ist, für seine Überzeugung sein Leben hinzugeben.“

## Rezeption

### Ausland
Im Ausland wurde der versuchte Umsturz zunächst herabgewürdigt: Der damalige Feind wurde als insgesamt moralisch minderwertig und im Zerbrechen begriffen dargestellt. Er änderte auch nichts an der alliierten Forderung nach einer bedingungslosen Kapitulation der Wehrmacht. Winston Churchill, der von den Attentatsplänen im Voraus unterrichtet war, erklärte am 2. August 1944 im britischen Unterhaus, es handle sich lediglich „um Ausrottungskämpfe unter den Würdenträgern des Dritten Reiches“. Weiter kommentierte er das Attentat: „Die führenden Persönlichkeiten des Deutschen Reiches bringen sich gegenseitig um, oder sie trachten sich nach dem Leben; aber ihre Tage sind gezählt.“
Die USA wiederholten die von Churchill vorgegebene Interpretation des Ereignisses. Die New York Times schrieb am 9. August 1944, das Attentat erinnere eher an einen Kontenausgleich in der „Atmosphäre einer finsteren Verbrecherwelt“. Es handele sich nicht um ein Verhalten, wie man es „normalerweise vom Offizierskorps eines Kulturstaates“ erwarten würde.
Ilja Ehrenburg schrieb in der Krasnaja Swesda, das nationalsozialistische Deutschland werde nicht von meuternden Offizieren in die Knie gezwungen, sondern von der Roten Armee und ihren Verbündeten. „Unsere Armeen sind schneller als das Gewissen der ‚Fritzen‘.“
Die Journalistin und Mitherausgeberin der Wochenzeitung Die Zeit, Marion Gräfin Dönhoff, hat darauf hingewiesen, dass trotz der Bemühungen von Carl Friedrich Goerdeler und Adam von Trott zu Solz um Unterstützung im Ausland eine „Mauer des Schweigens“ die Folge gewesen sei. Dönhoff sah darin eine „unterlassene Hilfeleistung“: Wider besseres Wissen hätten die Westmächte sich der Interpretation Hitlers angeschlossen und das Attentat als die Tat „ehrgeiziger Offiziere“ bezeichnet.

### Deutschland nach 1945
Im geteilten Nachkriegsdeutschland war die Haltung gegenüber dem Attentat des 20. Juli 1944 uneinheitlich. In Westdeutschland wurden die Männer des 20. Juli 1944 Mitte der 1950er Jahre infolge des Remer-Prozesses langsam zu „Helden“ erhoben, wohingegen die Bevölkerung in der DDR mit diesem Datum wenig anfangen konnte.

#### Westdeutschland
Zum Gedenken an die Verschwörer gehörte in Westdeutschland schon bald die Behauptung, Churchill habe sich vor dem britischen Unterhaus wie folgt über den deutschen Widerstand geäußert:

„In Deutschland lebte eine Opposition, die quantitativ durch ihre Opfer und eine entnervende internationale Politik immer schwächer wurde, aber zu dem Edelsten und Größten gehört, das in der politischen Geschichte aller Völker hervorgebracht wurde. Diese Männer kämpften ohne Hilfe von innen oder von außen, einzig getrieben von der Unruhe ihres Gewissens. Solange sie lebten, waren sie für uns unerkennbar, da sie sich tarnen mußten. Aber an den Toten ist der Widerstand sichtbar geworden. Diese Toten vermögen nicht alles zu rechtfertigen, was in Deutschland geschah. Aber ihre Taten und Opfer sind das unzerstörbare Fundament des neuen Aufbaus. Wir hoffen auf die Zeit, in der erst das heroische Kapitel der inneren deutschen Geschichte seine gerechte Würdigung findet.“

Veröffentlicht wurde diese angebliche Erklärung erstmals 1946 in der Zeitschrift Deutsche Rundschau, wo ihr Herausgeber Rudolf Pechel sie am Ende seines „Tatsachen“ betitelten Aufsatzes über deutsche Widerstandsaktivitäten gegen Hitler ohne weitere Erläuterung mit dieser schlichten Einleitung präsentierte:

„Es war Winston Churchill, der im britischen Unterhaus folgende Worte sprach: […]“

In Heft 1/2 des Jahrgangs 1950 druckte die Deutsche Rundschau diese „Worte“ unter der Überschrift „Eine Bestätigung durch Churchill“ noch einmal. Dieses Mal hieß es dazu, die im Dezemberheft 1946 „auf Grund einer Zeitungsnotiz“ veröffentlichten „Worte Winston Churchills“ hätten „in der ganzen Welt Aufsehen erregt“ …

„Die Quelle, aus der wir das angebliche Zitat aus einer Rede Churchills im Unterhaus nahmen, ging durch ein Versehen verloren. In den Stenogrammen des Unterhauses fand sich kein Beleg über diese Worte Churchills. Angehörige der deutschen Widerstandsbewegung haben nun alles versucht, um Klarheit zu schaffen und veranlaßten einen englischen Freund, sich an Winston Churchill selber um Auskunft zu wenden. Auf diese Anfrage hat Churchill am 19. November 1949 folgendes geantwortet: ‚Since the receipt of your letter I have had a search made through my speeches for the passage to which you and Count Hardenberg refer; but so far no record can be found of any such pronouncement by me. But I might quite well have used the words you quote, as they represent my feelings aspect of German affairs. I am sorry I cannot be more precise or helpful, but if we are able to identify the speech I will of course be pleased to send you a copy for your friend, as you request.‘“

Churchills angebliche Erklärung vor dem Unterhaus wurde 1952 in eine Sonderveröffentlichung zum 20. Juli (Hrsg. Hans Royce) der von der Bundeszentrale für politische Bildung herausgegebenen Zeitung Das Parlament aufgenommen und auch in Eberhard Zellers Standardwerk Geist der Freiheit, dort allerdings mit dem einschränkenden Vorspruch: „Churchill […] soll im Jahr 1946 einmal so vor dem britischen Unterhaus gesprochen haben“ (S. 487). Die Bundeszentrale für politische Bildung nennt den Text inzwischen selbst „undokumentiert“, und Peter Steinbach bezeichnete ihn schon 1999 als „mit Sicherheit nicht authentisch“. Von einer englischsprachigen Version ist nach wie vor nichts bekannt, und es gibt wie 1950 keine Dokumente oder Zeugen, die die Darstellung der Deutschen Rundschau bestätigen.

##### Medien
In den Medien und den seit 1946 stattfindenden Gedenkreden zum 20. Juli ist eine Tendenz festzustellen, den 20. Juli positiv zu bewerten. Diese Tendenz setzte sich nach dem Wegfall der Lizenzpflicht für die Presse am 21. September 1949 vollends durch.

##### Politik

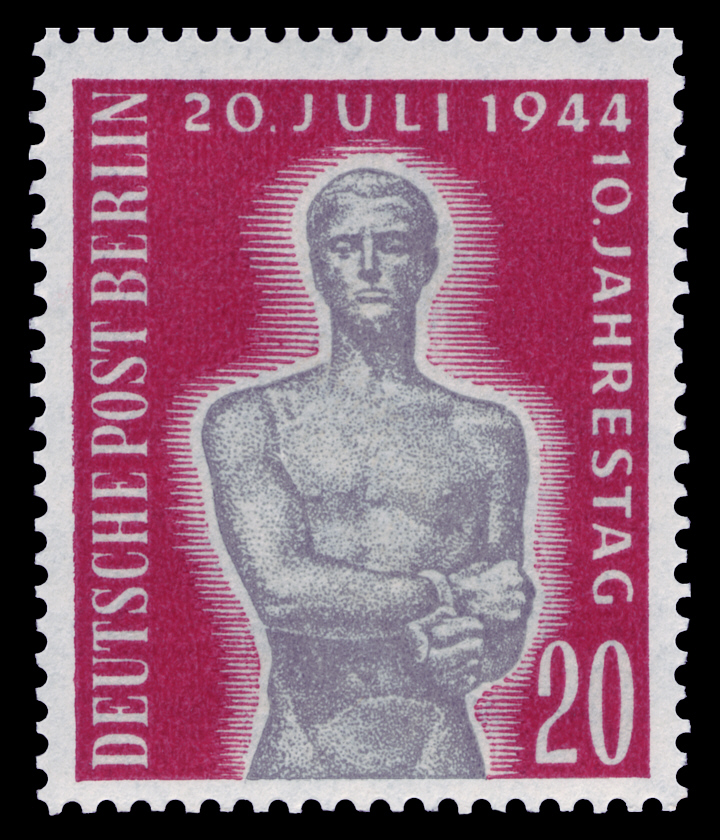
20-Pfennig-Sondermarke der Bundespost Berlin (1954) zum 10. Jahrestag des Attentats (Mahnmal von Richard Scheibe im Hof des Bendlerblocks)

Ein Dilemma zog sich durch alle Institutionen, einschließlich der politischen Gruppierungen. „Für alle Parteien galt: Sie wollten sich für alle Deutschen öffnen – für ehemalige Nationalsozialisten ebenso wie für Verfolgte, für Mitläufer ebenso wie für die Opfer des NS-Regimes. Ein einseitiges Hervorheben der Männer und Frauen im Widerstand hätte sicher polarisierend gewirkt und so manchen Mitläufer abgeschreckt.“ Insofern erklärt sich aus dem beschriebenen Zwiespalt auch die Ambivalenz in der Haltung der politischen Öffentlichkeit: Auch manche Politiker mussten sich erst mit dem 20. Juli „anfreunden“. Viele von ihnen entstammten zwar der demokratischen Tradition der Weimarer Republik, bis auf wenige Ausnahmen hatten sie aber nicht dem Widerstand angehört.
Ein Vertreter dieser Gruppe war Konrad Adenauer. 1946 opponierte er als Mitglied des britischen Zonenbeirates aufs heftigste gegen den Antrag von Angehörigen der Widerstandskämpfer des 20. Juli auf finanzielle Unterstützung. Acht Jahre später würdigte der Kanzler freilich die Widerstandskämpfer in einer Rundfunkansprache: „Wer aus Liebe zum deutschen Volk es unternahm, die Tyrannei zu brechen, wie das die Opfer des 20. Juli getan haben, ist der Hochschätzung und Verehrung aller würdig.“
Andere machten aus ihrer Ablehnung des Attentats keinen Hehl und änderten diese Ansicht auch nicht. Dieser Gruppe gehörte beispielsweise der Bundestagsabgeordnete Wolfgang Hedler aus der Deutschen Partei (DP) an, die in Adenauers erster Legislaturperiode eine Regierungskoalition mit der CDU/CSU gebildet hatte.
1949 beschimpfte er in einer mit antisemitischen Ausfällen durchsetzten Wahlkampfrede die Attentäter des 20. Juli so massiv, dass ihm daraufhin der Prozess gemacht wurde, nachdem der Deutsche Bundestag nach hitziger Debatte mit Mehrheitsentscheid seine Immunität aufgehoben hatte. Die Tatsache, dass der inzwischen zur rechtsextremen DRP übergetretene Hedler in erster Instanz freigesprochen und erst vom Revisionsgericht zu einer neunmonatigen Bewährungsstrafe verurteilt wurde, zeigt exemplarisch, dass eine ambivalente Haltung gegenüber dem 20. Juli damals auch in der westdeutschen Justiz verbreitet war.
Zur politischen Auseinandersetzung zum Thema „20. Juli“ finden sich in den Plenarprotokollen des Deutschen Bundestages in Nuancen unterschiedliche Haltungen, wobei handfest negative Äußerungen im gesamten Untersuchungszeitraum in den Debatten ausgeblieben sind – auch von Angehörigen der KPD oder der rechtsextremen Sozialistischen Reichspartei (SRP). Gleichzeitig fanden zwei Gesetzentwürfe zur Aufhebung von NS-Unrechtsurteilen von Seiten der SPD in den Jahren 1950 und 1952 keine Mehrheit, den „aus Überzeugung geleisteten Widerstand gegen die nationalsozialistische Gewaltherrschaft und gegen den Krieg“ als nicht rechtswidrig festzustellen. Schon der Entwurf von 1950 war nicht mehrheitsfähig, da das Gesetz auch die Attentäter des 20. Juli 1944 rehabilitiert hätte. Gegen eine Generalamnestie verwahrte sich zum Beispiel Bundesjustizminister Thomas Dehler (FDP) mit dem Hinweis auf „Rechtssicherheit“.
Auch unterblieb eine Reglung im Rahmen der Wiedergutmachungsgesetzgebung zum Ausgleich finanzieller Nachteile, etwa die Zuerkennung einer Hinterbliebenenrente.
1954 brachte die Bundespost jedoch zum 10. Jahrestag eine Briefmarke zum Gedenken an den deutschen Widerstand in Umlauf.

##### Zivilgesellschaft
Joachim Fest erklärt die anfängliche Ablehnung innerhalb der Zivilbevölkerung nach dem Kriege durch die in wesentliche Positionen der Bundesrepublik Deutschland gelangten ehemaligen Nationalsozialisten.
Die ausführlichste ältere Umfrage zum 20. Juli stammt aus dem Jahr 1951 und zeigt das Bild einer Dreiteilung: Ein Drittel verband mit dem Datum 20. Juli kein Ereignis oder hatte dazu keine Meinung. Ein weiteres Drittel äußerte sich positiv, das letzte Drittel hatte eine kritische Haltung zum Attentat. Von letzteren wurden die Männer und Frauen des Widerstandes öffentlich auch als „Feiglinge“ und „Verräter“ denunziert und diffamiert.
Die Meinungsverschiedenheit innerhalb der Bevölkerung wurde von Zeitgenossen durchaus als problematisch empfunden, besorgte Stellungnahmen zur Rezeption des 20. Juli – wie die folgende – waren vor allem bis 1952 an der Tagesordnung: „Oberste Pflicht eines jeden verantwortungsvollen Deutschen muss es […] sein, diesen unseligen Riss, der durch das Denken unseres Volkes geht, nach Möglichkeit zu überbrücken und allmählich ganz zu schließen.“ Die fehlende Auseinandersetzungsbereitschaft weiter Teile der deutschen Bevölkerung lag zum einen an den nachwirkenden Vorurteilen gegen die Widerstandskämpfer des 20. Juli als Folge der NS-Propaganda, zum anderen an der zur Verdrängung der persönlichen politischen Vergangenheit neigenden Grunddisposition der Bevölkerung.
Die kritische Haltung der Bevölkerung erreichte im Rahmen des Erstarkens der Sozialistischen Reichspartei (SRP) und der Etablierung der Soldatenverbände im Frühjahr 1952 einen Höhepunkt, sodass in diesem Zeitraum vermehrt davor gewarnt wurde, das Attentat auf Hitler stelle „den Mittelpunkt einer aktiven politischen Legendenbildung“ dar.
Innerhalb der bundesrepublikanischen Eliten wurde jede Stellungnahme gegen den 20. Juli 1944 vor allem nach dem Plädoyer des zuständigen Staatsanwalts Fritz Bauer im Remer-Prozess 1952, mit dem er die rechtliche und moralische Rehabilitierung des „20. Juli“ bewirkt hatte, zunehmend kritisiert. Der damalige Kommandeur des Berliner Wachbataillons Otto Ernst Remer war an der Niederschlagung des Umsturzversuchs am 20. Juli 1944 beteiligt gewesen. Auf einer Wahlkampfveranstaltung für die SRP am 3. Mai 1951 hatte er behauptet, es werde die Zeit kommen, „in der man schamhaft verschweigt, dass man zum 20. Juli 1944 gehört hat. Wenn man schon bereit ist, Hochverrat zu begehen, dann bleibt die Frage offen, ob nicht in sehr vielen Fällen dieser Hochverrat gleich Landesverrat ist. Diese Verschwörer sind zum Teil in starkem Maße Landesverräter gewesen, die vom Ausland bezahlt wurden.“  Diese jedes einzelne Mitglied des Widerstandskreises in der Ehre kränkende Tatsachenbehauptung war ungeachtet des Urteils des Volksgerichtshofs rechtswidrig. Bauer meinte, „Hochverrat“ setze eine legale Rechtsordnung voraussetzt und schloss: „Ein Unrechtsstaat wie das Dritte Reich ist überhaupt nicht hochverratsfähig.“ Remer wurde am 15. März 1952 wegen übler Nachrede in Tateinheit mit Verunglimpfung des Andenkens Verstorbener zu einer Gefängnisstrafe verurteilt, weil „Urteile für Taten, die aus Gegnerschaft zum Nationalsozialismus begangen worden sind, als mit dem heutigen Rechtsdenken unvereinbar betrachtet werden müssen.“ Remer lebe offenbar noch in den Anschauungen des Jahres 1944 und habe sich von diesen Anschauungen auch sieben Jahre nach Kriegsende noch nicht lösen können. Was aber damals am 20. Juli 1944 verständlicher Irrtum war, sei heute „als unbelehrbarer Trotz anzusehen.“
Als Reaktion auf die intensive Berichterstattung des Prozesses und die Auflösung der SRP durch das Bundesverfassungsgericht im Oktober 1952 verringerte sich der Anteil der Kritiker des 20. Juli zumindest zeitweise, weshalb in der öffentlichen Meinung nicht mehr in dem Maße vor einer neuen Dolchstoßlegende gewarnt wurde. Das Thema „20. Juli“ hatte fortan seinen explosiven Charakter verloren – zumindest im zivilen Bereich.
Als 1968 das Widerstandsrecht in das Grundgesetz für die Bundesrepublik Deutschland aufgenommen wurde (Art. 20 Abs. 4 GG), spielte der 20. Juli 1944 in der politischen Debatte eine wichtige Rolle. Die Generation der Studentenbewegung von 1968 störte sich zwar an der Herkunft und an der politischen Ausrichtung sowie dem Beruf der Mehrzahl dieser Widerständler: aristokratische Herkunft, konservative Gesinnung, Berufssoldatentum. Damit entsprachen sie dem Antitypus eines idealtypischen Mitglieds der Studentenbewegung: pseudoproletarische Herkunft, anarcholinke Ausrichtung und pazifistische Gesinnung. Die 68er-Bewegung wollte deshalb nur ungern akzeptieren, dass der maßgebliche Widerstand gegen den deutschen Faschismus nicht von Arbeitern, Bauern, Hausfrauen, Häftlingen und Deserteuren, sondern von Grafen und Generälen, Faschisten und Kriegsverbrechern geleistet wurde. Dies verhinderte aber nicht die Auseinandersetzung mit den Motiven und dem Mut der Widerständler, die bereit gewesen waren, für ihre Überzeugungen ihr Leben aufs Spiel zu setzen.

##### Bundeswehr
Bei Gründung der Bundeswehr im Jahr 1955 war das Leitbild der Inneren Führung der sog. Staatsbürger in Uniform. Gleichwohl rang man in der Zeit des Aufbaus der Streitkräfte um die Fragen „Befehlstreue gegenüber dem Staat“ oder dem „Recht zum Widerstand gegen einen Unrechtsstaat“. Die Berufung auf den militärischen Widerstand gegen Hitler und das Attentat vom 20. Juli 1944 war anfangs umstritten, die Gewissenstreue der „Soldaten im Widerstand gegen Unrecht und Verbrechen der nationalsozialistischen Gewaltherrschaft“ setzte sich aber 1965 im Traditionserlass  des damaligen Bundesverteidigungsministers Kai-Uwe von Hassel als bewahrenswert durch. Seit 1999 finden jedes Jahr am 20. Juli ein Feierliches Gelöbnis und eine Gedenkfeier im Hof des Bendlerblocks statt.

#### Ostdeutschland
In der Sowjetischen Besatzungszone bzw. der DDR gab das SED-Regime die allgemeinverbindliche Sichtweise unmissverständlich vor, indem sie die Männer des 20. Juli zunächst als „reaktionäre Agenten des US-Imperialismus“ bezeichnete. Laut Kurt Finker „war die Verschwörung in ihrer Gesamtheit und in ihrem Wesen ein radikal reaktionäres Unternehmen zur Rettung des deutschen Imperialismus und der Macht der Monopole vor ihrer Zerschlagung“.
Später wurden sie im Sinne der marxistischen Geschichtstheorie eher in die Kategorie der „nützlichen Idioten“ eingestuft, also als ursprünglich arbeiterklassenfeindliche Elemente, die jedoch die siegreiche Sowjetarmee bei ihrem Kampf gegen den Faschismus unbewusst unterstützt hatten. Um 1980 besann sich die SED-Führung ihrer preußischen Tradition und bewertete die Teilnehmer des 20. Juli verhalten positiv. Im internationalen Filmmehrteiler Befreiung, der unter der Leitung der Sowjetunion von 1969 bis 1972 produziert wurde, nimmt das Attentat einen recht großen Raum ein und wird deutlich positiv dargestellt.

### Wiedervereinigtes Deutschland

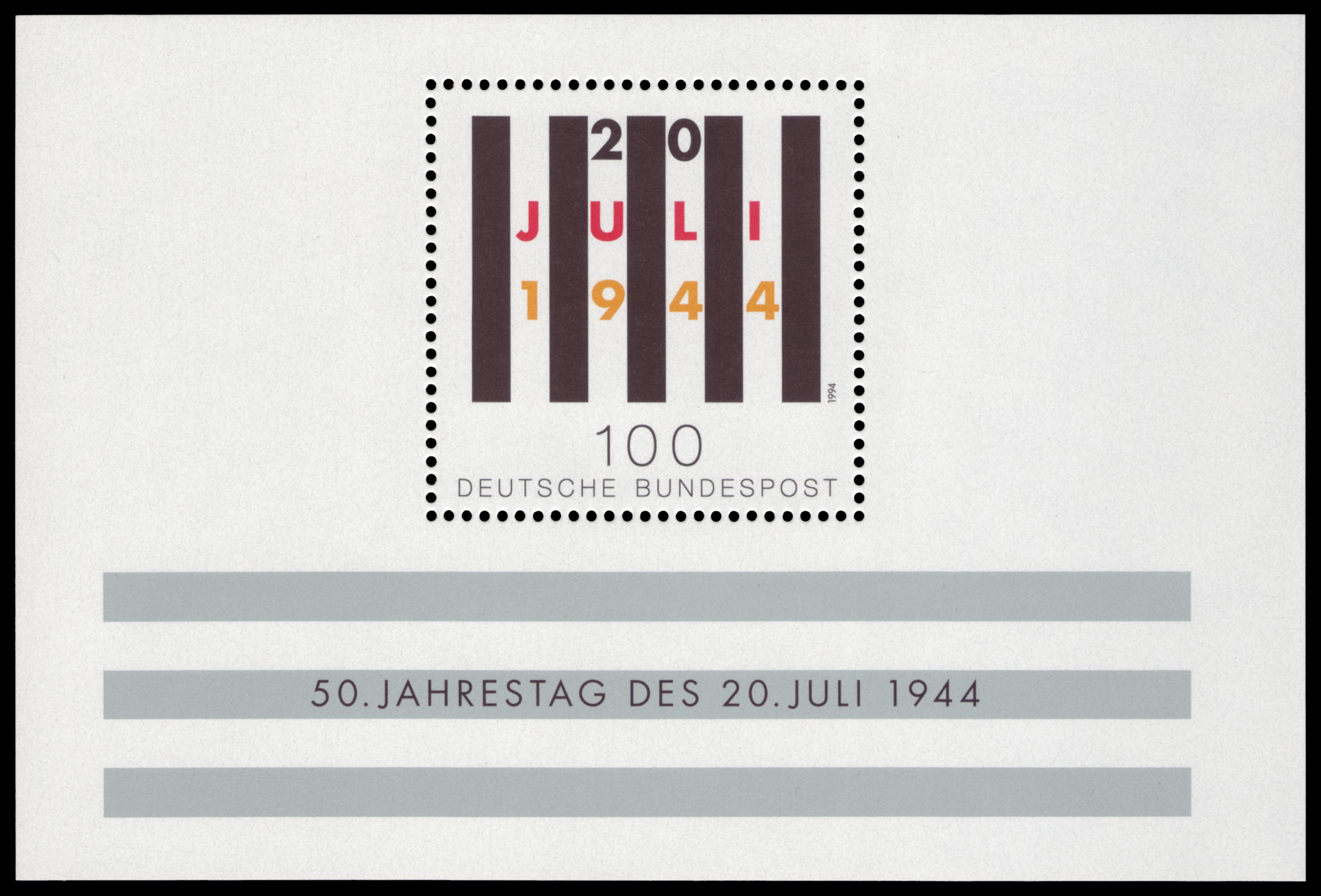
100-Pfennig-Briefmarkenblock der Deutschen Bundespost (1994) zum 50. Jahrestag des Attentats

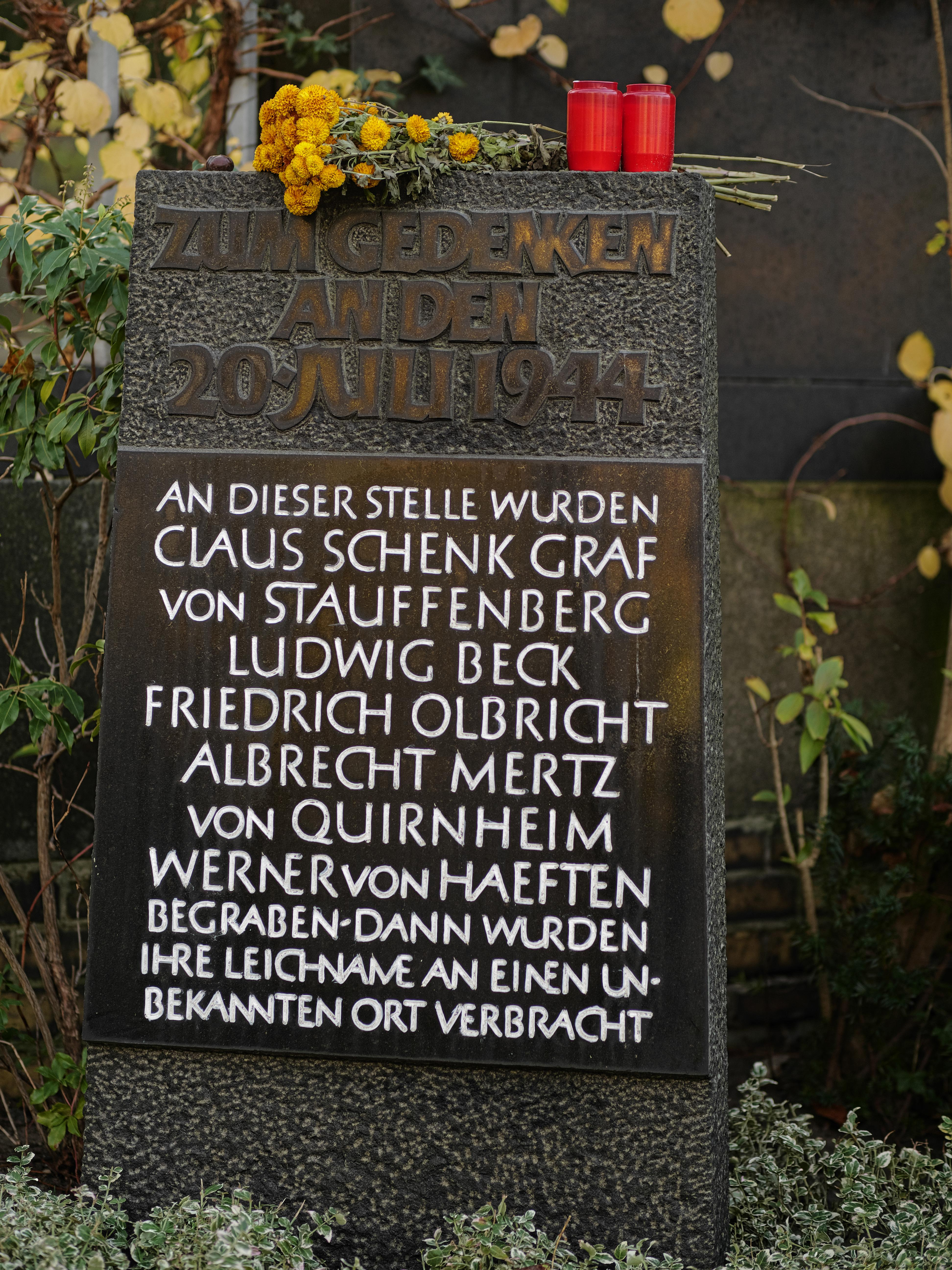
Gedenkstein für die kurzzeitig dort bestatteten Männer des 20. Julis auf dem Alten St.-Matthäus-Kirchhof Berlin
Lage:

In der DDR begann man nach 1989, den 20. Juli unter einem neuen Blickwinkel zu sehen: Im bewussten Rückgriff auf die Geschichte setzte die erstmals frei und demokratisch gewählte Volkskammer die Neuvereidigung der NVA auf den 20. Juli 1990 fest.
Zum 60. Jahrestag des gescheiterten Attentats 2004 fand in den Medien – unter anderem durch ausführliche Artikel der Nachrichtenmagazine Stern und Der Spiegel sowie die Verfilmung Stauffenberg von Jo Baier – eine intensive Auseinandersetzung mit dem 20. Juli statt. In Umfragen zum Thema zeigte sich, dass vielfach Respekt und Bewunderung für die Widerständler empfunden werden. Nur noch ein geringer Prozentsatz an Befragten gab an, die Verschwörer zu verachten. Aus Anlass von Stauffenbergs 100. Geburtstag im November 2007 und zum Abschluss der Dreharbeiten für den Film Operation Walküre – Das Stauffenberg-Attentat schrieb Der Spiegel, „erst jetzt ist der erstaunliche Höhepunkt einer postumen Karriere, die alles andere als selbstverständlich schien“.
In ihrem 2024 erschienenen Buch Das deutsche Alibi. Mythos „Stauffenberg-Attentat“ – wie der 20. Juli 1944 verklärt und politisch instrumentalisiert wird. legt Ruth Hoffmann ausführlich die Rezeptionsgeschichte des 20. Juli 1944 im Zusammenhang mit dem sonstigen Widerstand dar und konstatiert, dass schließlich das konservative Narrativ gesiegt habe: Der 20. Juli 1944 sei „zum Sinnbild des Widerstands“ überhöht worden, da „die SPD es versäumte, ihm eine eigene Darstellung entgegenzusetzen.“ „Ausgerechnet die Konservativen, die sich anfangs jeglicher Würdigung des Widerstands in den Weg gestellt hatten …, betrachten sich bis heute als die geistigen Erben Stauffenbergs.“ Mit der Monumentalisierung des „Aufstands des schlechten Gewissens“ (Stephan Malinowski) sei in Vergessenheit geraten, „dass die Opposition vor und nach 1933 von ganz anderer Seite gekommen war.“ Viele andere Widerstandskämpferinnen und -kämpfer blieben unbekannt bzw. wurden nicht anerkannt. Sie wären „gar nicht in der Position gewesen, ein Attentat auf Hitler zu verüben oder dem Regime ernstlich zu schaden.“ Darum träfen auf die meisten von ihnen nicht die Definitionen für Widerstand zu, die in der Bundesrepublik im Rahmen der Entschädigungsgesetze entwickelt worden seien. Die Männer des 20. Juli 1944 müssten als Kronzeugen dafür herhalten, das die „Konservativen, über alle Brüche, Irrwege und Katastrophen der vergangenen rund 100 Jahre hinweg stets auf der richtigen Seite gewesen“ seien. Jedoch sei „gerade das Gegenteil, nämlich die Überwindung ideologischer Grenzen, das Besondere an dieser Verschwörung“ gewesen. „Jeder wusste, dass sie nur vereint eine Chance haben würden. In der Zusammenarbeit für ein gemeinsames Ziel gelang es diesen Menschen, aufeinander zuzugehen, obwohl sie politisch, menschlich und sozial vieles trennte.“ Das „unausgesprochene Vermächtnis der Menschen im Widerstand“ und ihre demokratische „Bereitschaft zu Toleranz und Kompromiss“ „könnte heute ein leuchtendes Beispiel sein.“

## Gedenkfeiern
Von Anfang an erfolgte in den Gedenkreden neben einer Verteidigung der Akteure des 20. Juli 1944 eine Funktionalisierung des 20. Juli: nach außen zur Widerlegung der Kollektivschuldthese, nach innen zur Stiftung einer neuen Identität in einer Tradition der Freiheit.
Dabei wurde dem Widerstand angesichts der Unfähigkeit der Deutschen, mit ihrer eigenen Verstrickung in das nationalsozialistische Unrecht umzugehen, stellenweise auch eine Katharsisfunktion zugeschrieben, die – z. B. noch 1958 bei Carlo Schmid, einem prominenten SPD-Mitglied – in einer pseudochristlichen Opfer-Rhetorik gipfelte: „Sie, die unter dem Beil, die am Galgen, die in den Gaskammern, am Pfahle gestorben sind, haben stellvertretend auch für uns gehandelt; der harte Lorbeer, den sie, einer Dornenkrone gleich, in ihre Stirne gedrückt haben, hat die Schuld weggenommen, die auf uns lastete.“
Ab 1953 verknüpften viele Gedenkredner den 20. Juli 1944 mit dem 17. Juni 1953 als aufeinanderfolgende Fanale des Freiheitswillens einer deutschen Bevölkerung in einer Diktatur.
Öffentliche Gebäude wurden in Westdeutschland erstmals am 20. Juli 1963 bundesweit beflaggt.
Mit Ansprachen, Kranzniederlegungen und Gedenkfeiern wird seit 1952 vornehmlich in Berlin am 20. Juli an die Widerstandsbewegung des 20. Juli 1944 erinnert und deren Vorbildfunktion für die Gegenwart herausgehoben. Federführend sind dabei die Stiftung 20. Juli 1944 und die Gedenkstätte Deutscher Widerstand. Seit 1999 legen Rekruten der Bundeswehr in Berlin am 20. Juli das Feierliche Gelöbnis ab. Zunächst geschah dies im Bendlerblock, seit 2008 auch vor dem Reichstagsgebäude. Das Haus der Geschichte Baden-Württemberg, das auch die Stauffenberg-Erinnerungsstätte im Stuttgarter Alten Schloss betreibt, erinnert seit 2006 mit der Stauffenberg-Gedächtnisvorlesung an den 20. Juli.

## Künstlerische Bearbeitung

### Belletristik
- Hans Hellmut Kirst: Aufstand der Soldaten: Roman des 20. Juli 1944. Goldmann, München 1965.
- Christian v. Ditfurth: Der 21. Juli. Droemer, München 2001, ISBN 3-426-27199-0.
- Dörte Schipper: Ein schwarzer Tag im Juli. Piper, München 2024, ISBN 978-3-492-06744-7 (363 S.).

### Dokumentarfilme
- 1964: Revolution am Telefon – Eine Dokumentation zum 20. Juli. 143 Min. Drehbuch und Regie: Karl Gass. DDR 1964.[110]
- 1979: Geheime Reichssache. 85 Min. Drehbuch und Regie: Jochen Bauer. Deutschland 1979.[111]
- 2004: Was geschah wirklich am 20. Juli 1944? 60 Min. Drehbuch und Regie: Artem Demenok. Deutschland 2004.[112]
- 2008: Stauffenbergs Anschlag auf Hitler. 77 Min. Drehbuch und Regie: Jean-Pierre Isbouts. USA 2008.
- 2009: Stauffenberg – Die wahre Geschichte. 2 Teile. 90 Min. Drehbuch und Regie: Oliver Halmburger. Deutschland 2009.
- 2024: Attentat auf Hitler. Stauffenberg und der deutsche Widerstand. 89 Min. Drehbuch und Regie: Peter Hartl. Deutschland 2024 (Online in der ZDF Mediathek. Video verfügbar bis 18. Juli 2029).[113]

### Spielfilme
- 1955: Der 20. Juli – Regie: Falk Harnack. Der Film erhielt 1956 den Deutschen Filmpreis in der Kategorie „Filme, die zur Förderung des demokratischen Gedankens beitragen“.[114]
- 1955: Es geschah am 20. Juli – Regie: Georg Wilhelm Pabst
- 1971: Befreiung. Im dritten Teil der monumentalen internationalen Koproduktion nehmen Vorbereitungen zum Attentat, das Attentat und die Folgen weiten Raum ein.
- 1971: Operation Walküre
- 1990: Stauffenberg – Verschwörung gegen Hitler
- 2003: Die Stunde der Offiziere, Doku-Drama
- 2004: Stauffenberg
- 2008: Operation Walküre – Das Stauffenberg-Attentat